# 나고야시
나고야시(일본어: 名古屋市 나고야시[*])는 일본 아이치현 서부에 있는 도시로, 아이치현의 현청 소재지이자 주부 지방의 중심 도시이다. 정령지정도시로 지정되어 있다.

## 역사

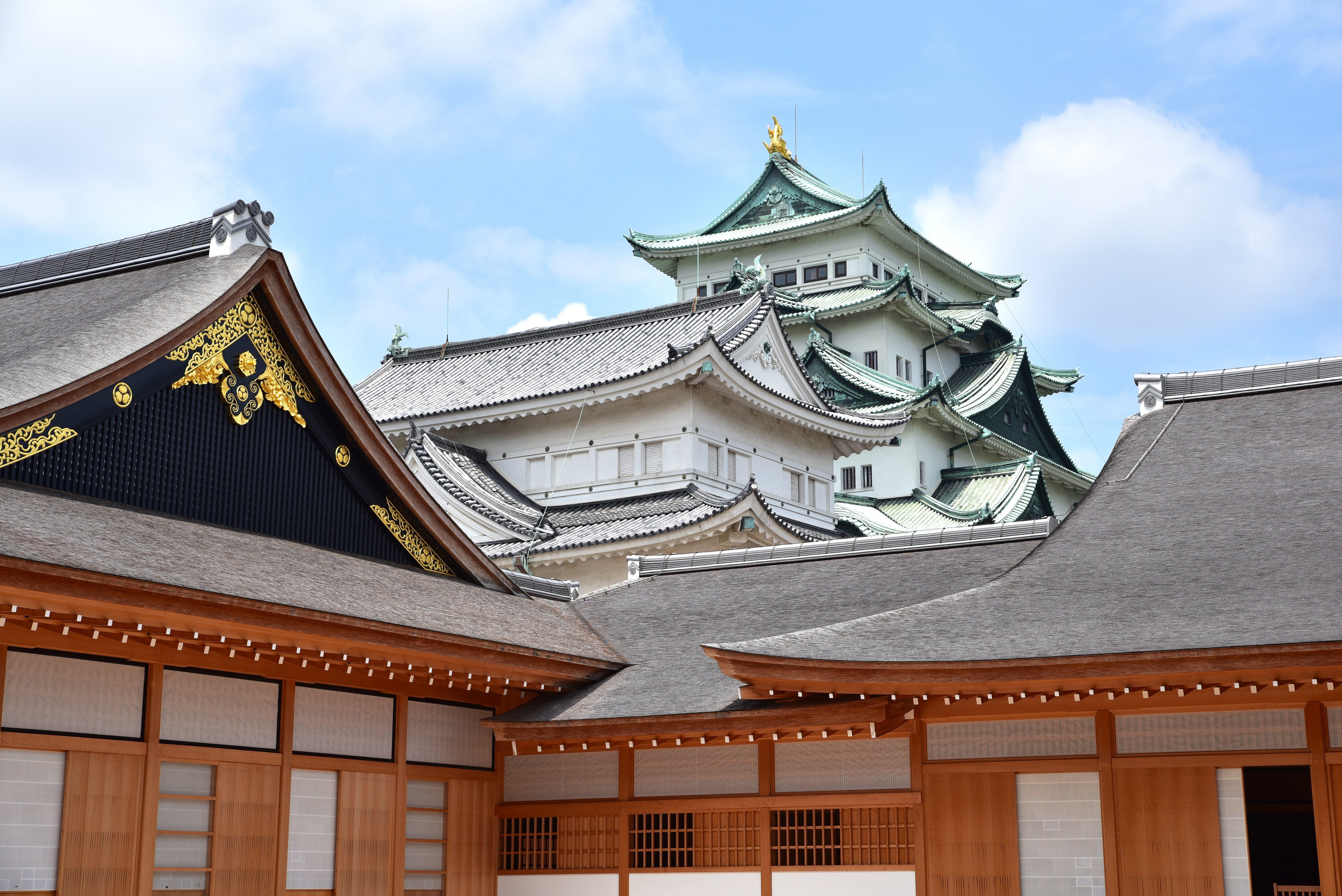
나고야성

역사적으로 교토와 도쿄의 중간에 위치해 "중앙의 수도"라는 뜻으로 주쿄(中京)로 불렸다. 1610년에 도쿠가와 이에야스는 오와리국의 국부를 기요스에서 약 7km 떨어진 더 전략적인 곳에 위치한 오늘날의 나고야로 옮겼다.
새로운 커다란 성인 나고야성은 부분적으로 기요스성의 자재를 사용해 건설되었다. 성의 건설과 함께 6만 명의 주민과 절, 신사가 기요스에서 나고야성 주변의 계획된 마을로 옮겨왔다. 이 무렵에 고대의 아쓰타 신궁은 두 개의 주요 도시인 교토와 에도(현 도쿄)를 연결하는 도카이도의 역참으로 개발되었다. 그래서 마을은 여행자들을 지원하기 위해 절 주변으로 개발되었다. 이들 두 개의 성과 신궁 마을의 결합이 오늘날의 나고야를 형성하였다.
이후 나고야 지역은 공업의 중심지가 되었다. 지역 경제권은 유명한 도기 생산지인 도코나메, 다지미, 세토와 막부 하에 유일한 화약 생산지였던 오카자키를 포함했다. 이 지역의 다른 산업으로는 목화와 움직이는 인형인 가라쿠리 인형이 있었다.
메이지 유신의 현대화 노력의 일환으로 일본의 막번체제는 도도부현 체제로 변화하게 되었다. 나고야시는 1889년 4월 1일에 성립하였고 1956년 9월 1일에 정령지정도시가 되었다.

## 지리

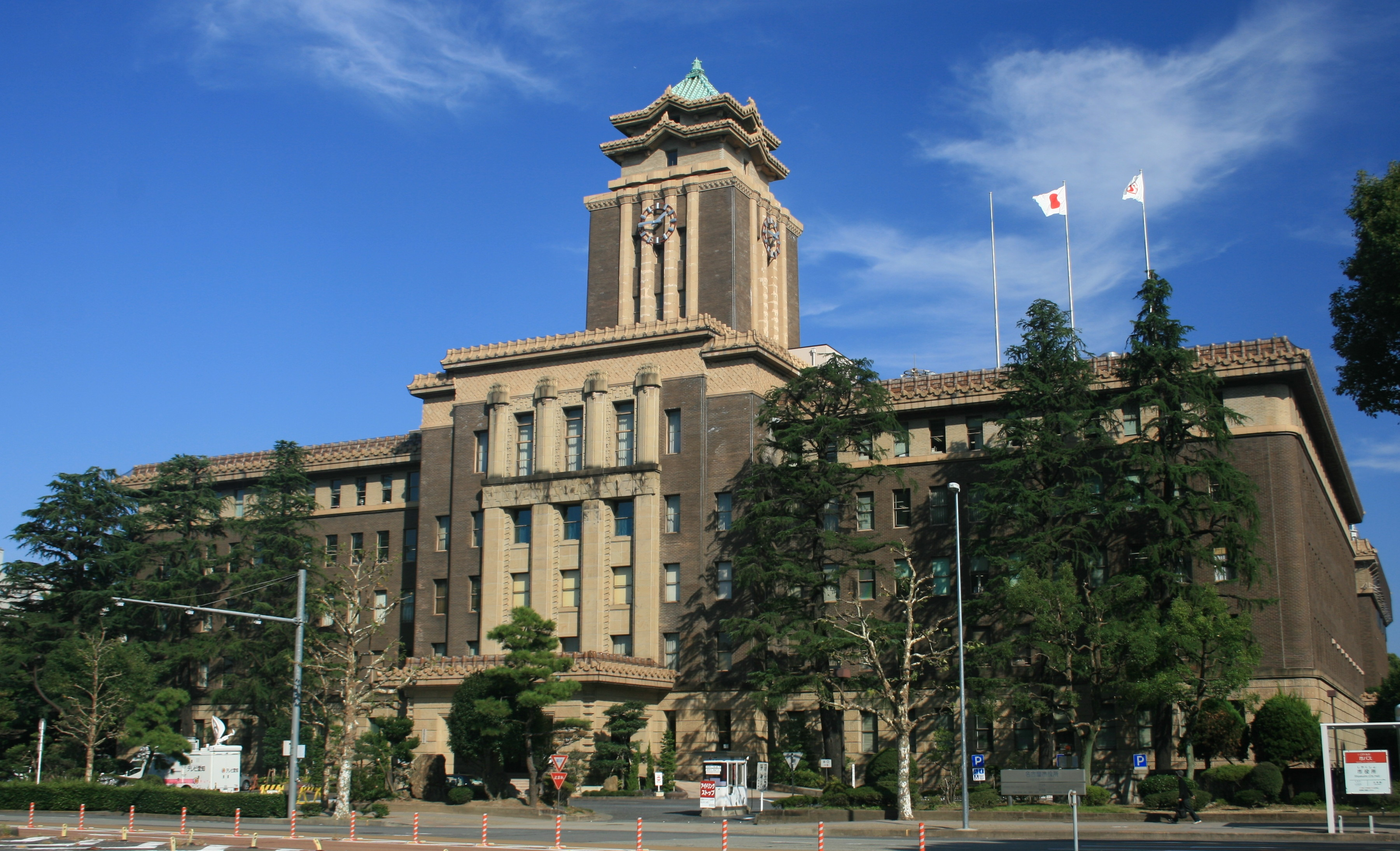
나고야시청

아이치현 남서부, 노비평야에 놓여 있다. 현내에서는 도요타시, 신시로시, 오카자키시에 이어 4번째로 넓은 면적을 가진 시이다. 시 서남부의 미나토구에는 임해 공업지대와 일본의 국제 무역항인 나고야항이 있으며 미나토구 서부에는 시 최대의 곡창지대가 펼쳐져 있다. 시 남부의 미나미구는 미나토구와 같이 공업 지대이지만 북부는 미즈호구의 아라타마바시역과 인접해 상업이 발달해 있다.
시 북부의 기타구, 북서부의 니시구, 남서부의 나카가와구에는 주택지가 퍼져 있다. 시 북동부의 모리야마구, 지쿠사구, 동부의 메이토구, 덴파쿠구, 남동부의 미도리구는 해발 50~100m의 구릉 주택가이다.
도심에 해당하는 나카구, 히가시구, 나카무라구, 아쓰타구, 쇼와구, 미즈호구는 해발 10~15m의 평야이다. 나고야시청과 아이치현청이 있는 나카구는 나고야 시내에서도 특히 상업이 발달한 지구로, 상업 시설과 사무용 건물들이 늘어서 있다.

### 기후
| 나고야시의 기후                                              | 나고야시의 기후 | 나고야시의 기후 | 나고야시의 기후 | 나고야시의 기후 | 나고야시의 기후 | 나고야시의 기후 | 나고야시의 기후 | 나고야시의 기후 | 나고야시의 기후 | 나고야시의 기후 | 나고야시의 기후 | 나고야시의 기후 | 나고야시의 기후 |
| 월                                                           | 1월             | 2월             | 3월             | 4월             | 5월             | 6월             | 7월             | 8월             | 9월             | 10월            | 11월            | 12월            | 연간            |
| ------------------------------------------------------------ | --------------- | --------------- | --------------- | --------------- | --------------- | --------------- | --------------- | --------------- | --------------- | --------------- | --------------- | --------------- | --------------- |
| 역대 최고 기온 °C (°F)                                       | 21.0 (69.8)     | 23.5 (74.3)     | 25.8 (78.4)     | 30.5 (86.9)     | 34.8 (94.6)     | 37.9 (100.2)    | 39.6 (103.3)    | 40.3 (104.5)    | 38.0 (100.4)    | 32.7 (90.9)     | 27.2 (81.0)     | 22.6 (72.7)     | 40.3 (104.5)    |
| 일평균 최고 기온 °C (°F)                                     | 9.3 (48.7)      | 10.5 (50.9)     | 14.5 (58.1)     | 20.1 (68.2)     | 24.6 (76.3)     | 27.6 (81.7)     | 31.4 (88.5)     | 33.2 (91.8)     | 29.1 (84.4)     | 23.3 (73.9)     | 17.3 (63.1)     | 11.7 (53.1)     | 21.1 (70.0)     |
| 일일 평균 기온 °C (°F)                                       | 4.8 (40.6)      | 5.5 (41.9)      | 9.2 (48.6)      | 14.6 (58.3)     | 19.4 (66.9)     | 23.0 (73.4)     | 26.9 (80.4)     | 28.2 (82.8)     | 24.5 (76.1)     | 18.6 (65.5)     | 12.6 (54.7)     | 7.2 (45.0)      | 16.2 (61.2)     |
| 일평균 최저 기온 °C (°F)                                     | 1.1 (34.0)      | 1.4 (34.5)      | 4.6 (40.3)      | 9.7 (49.5)      | 14.9 (58.8)     | 19.4 (66.9)     | 23.5 (74.3)     | 24.7 (76.5)     | 21.0 (69.8)     | 14.8 (58.6)     | 8.6 (47.5)      | 3.4 (38.1)      | 12.3 (54.1)     |
| 역대 최저 기온 °C (°F)                                       | −10.3 (13.5)    | −9.5 (14.9)     | −6.8 (19.8)     | −2.1 (28.2)     | 2.8 (37.0)      | 8.2 (46.8)      | 14.0 (57.2)     | 14.4 (57.9)     | 9.5 (49.1)      | 1.5 (34.7)      | −2.7 (27.1)     | −7.2 (19.0)     | −10.3 (13.5)    |
| 평균 강수량 mm (인치)                                        | 50.8 (2.00)     | 64.7 (2.55)     | 116.2 (4.57)    | 127.5 (5.02)    | 150.3 (5.92)    | 186.5 (7.34)    | 211.4 (8.32)    | 139.5 (5.49)    | 231.6 (9.12)    | 164.7 (6.48)    | 79.1 (3.11)     | 56.6 (2.23)     | 1,578.9 (62.16) |
| 평균 강설량 cm (인치)                                        | 4 (1.6)         | 5 (2.0)         | 0 (0)           | 0 (0)           | 0 (0)           | 0 (0)           | 0 (0)           | 0 (0)           | 0 (0)           | 0 (0)           | 0 (0)           | 3 (1.2)         | 12 (4.7)        |
| 평균 강수일수 (≥ 0.5 mm)                                     | 6.3             | 7.2             | 9.8             | 10.4            | 10.7            | 12.7            | 13.0            | 9.4             | 11.9            | 10              | 7.0             | 7.5             | 115.9           |
| 평균 강설일수 (≥ 0 cm)                                       | 5.4             | 4.8             | 1.7             | 0               | 0               | 0               | 0               | 0               | 0               | 0               | 0               | 2.8             | 14.7            |
| 평균 상대 습도 (%)                                           | 64              | 60              | 58              | 59              | 64              | 71              | 73              | 69              | 70              | 68              | 66              | 66              | 66              |
| 평균 월간 일조시간                                           | 174.5           | 175.5           | 199.7           | 200.2           | 205.5           | 151.8           | 166.0           | 201.3           | 159.6           | 168.9           | 167.1           | 170.3           | 2,141           |
| 출처: 일본 기상청 (평년값: 1991년~2020년, 극값: 1890년~현재) |                 |                 |                 |                 |                 |                 |                 |                 |                 |                 |                 |                 |                 |

### 행정 구역

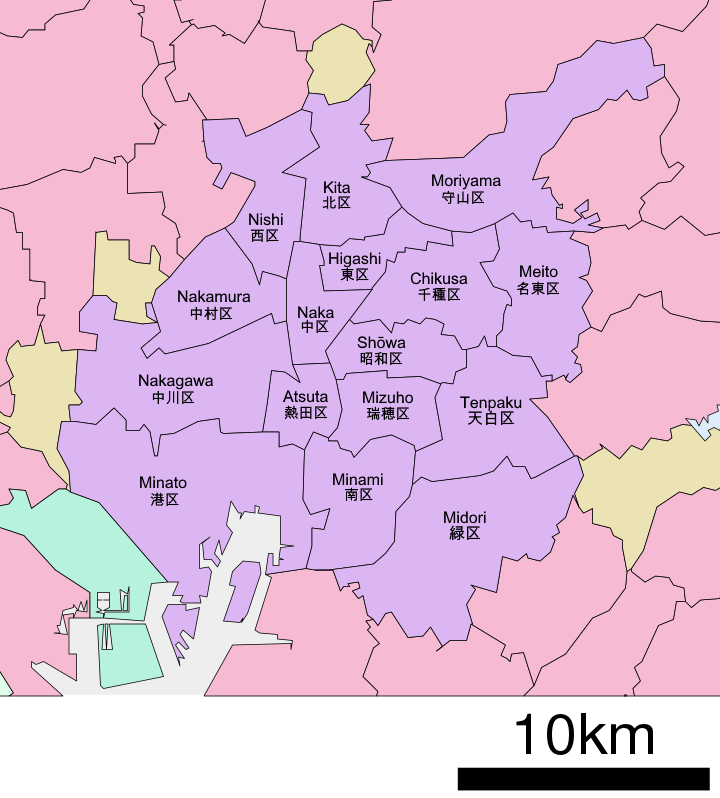
나고야시의 구

나고야시에는 16개의 구가 있다.
| - 아쓰타구(熱田区) - 기타구 (北区) - 쇼와구 (昭和区) - 지쿠사구 (千種区) - 덴파쿠구 (天白区) - 나카가와구 (中川区) | - 나카구 (中区) - 나카무라구 (中村区) - 니시구 (西区) - 히가시구 (東区) - 미즈호구 (瑞穂区) - 미도리구 (緑区) | - 미나토구 (港区) - 미나미구 (南区) - 메이토구 (名東区) - 모리야마구 (守山区) |

## 인구
1889년에 시행한 인구 조사에 따르면 나고야의 인구는 157,496명이었다. 1934년에는 100만 명을 넘어섰고 2004년 도시의 추정 인구는 2,202,111명, 인구밀도는 km2당 6,745명이었다. 세대 수는 2차 대전이 끝날 때인 1945년에 153,370세대에서 2004년에는 945,328세대로 추정되어 크게 증가하였다.
총 면적은 326.45km2이다. 나고야 도시권은 미에현, 기후현까지 뻗어 있으며 인구는 약 900만 명으로 도쿄 도시권과 오사카 도시권의 뒤를 잇는다.

## 경제

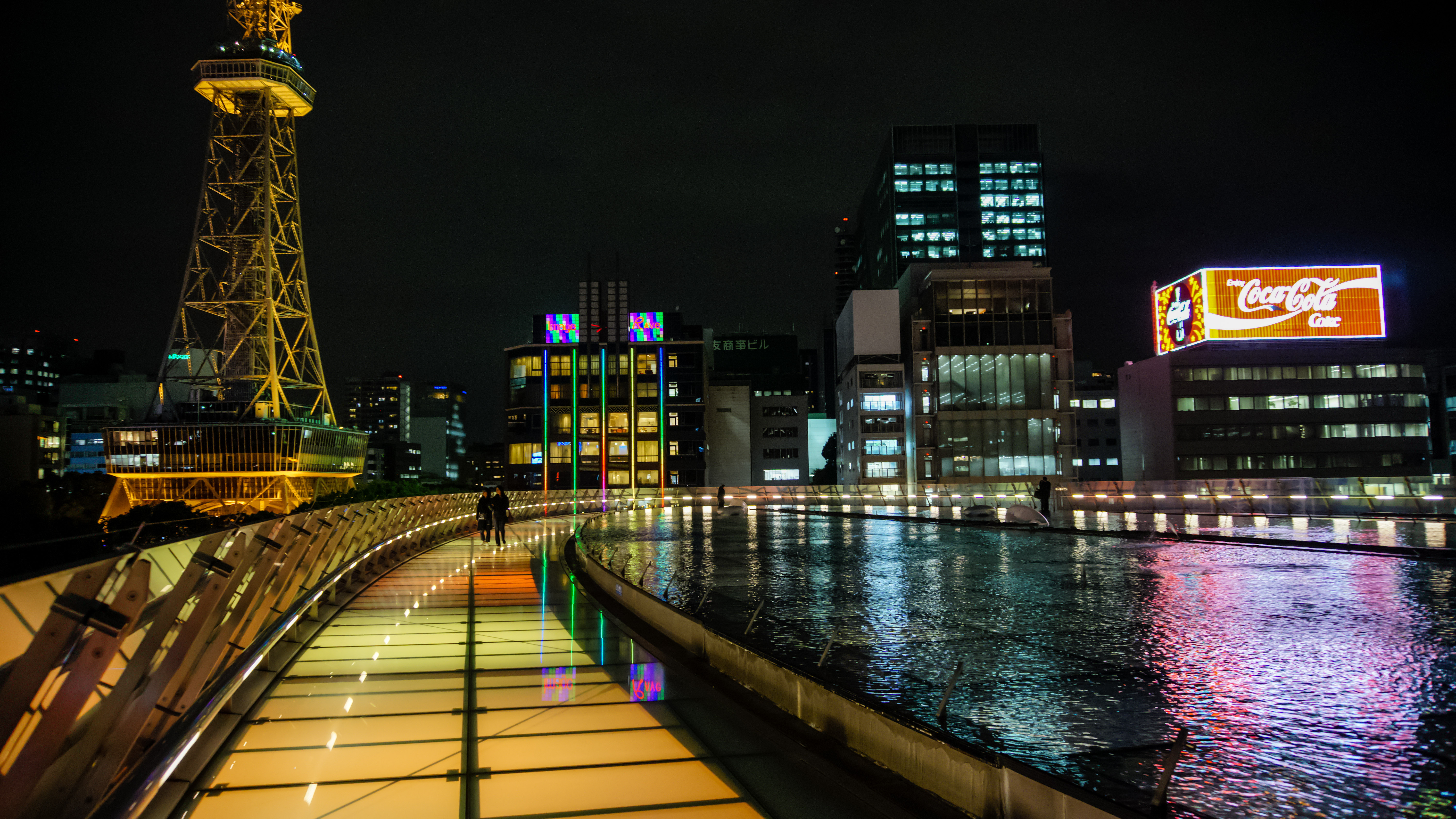
나고야 중심 업무 지구

나고야는 주쿄권의 중심 도시이다. 나고야의 주요 산업은 자동차 산업으로 미국의 많은 자동차 기업들이 디트로이트에 본사를 둔 것처럼 일본의 많은 자동차 기업들은 나고야에 본사를 두고 있다. 도요타 자동차의 본사는 도요타시와 나고야에 있다. 미쓰비시 자동차의 연구개발센터도 나고야의 교외인 오카자키시에 있다. 덴소, 아이신, 도요타 자동직기, 제이테크, 도요타 방직과 같은 많은 일본 자동차 부품 업체들도 나고야 혹은 그 교외에 본사를 두고 있다. 또한 해외의 자동차 업체들도 나고야에 지사를 두고 있다.
도카이도 신칸센을 운영하는 도카이 여객철도(JR 도카이), 도자기 업체인 노리타케, 복합기 등 사무용 기기로 유명한 브라더 공업, 점화 플러그로 알려진 NGK, 철도 차량을 만드는 일본차량제조 등이 나고야에 본사를 두고 있다. 또한 일본의 제과 업체인 마루카와도 나고야에 본사를 두고 있다. 이 지역에는 상당한 규모의 우주항공, 기계, 전자 산업이 있다. 최근에는 로봇 산업과 재료 산업도 발전하고 있다.

## 교육
- 나고야 대학
- 나고야 공업대학
- 나고야 시립대학
- 나고야 예술대학
- 나고야 가쿠인 대학
- 주쿄 대학
- 난잔 대학
- 아이치 대학
- 메이조 대학
- 도호 대학

## 영사 시설
- 주나고야 대한민국 총영사관
- 주나고야 미국 영사관

## 교통

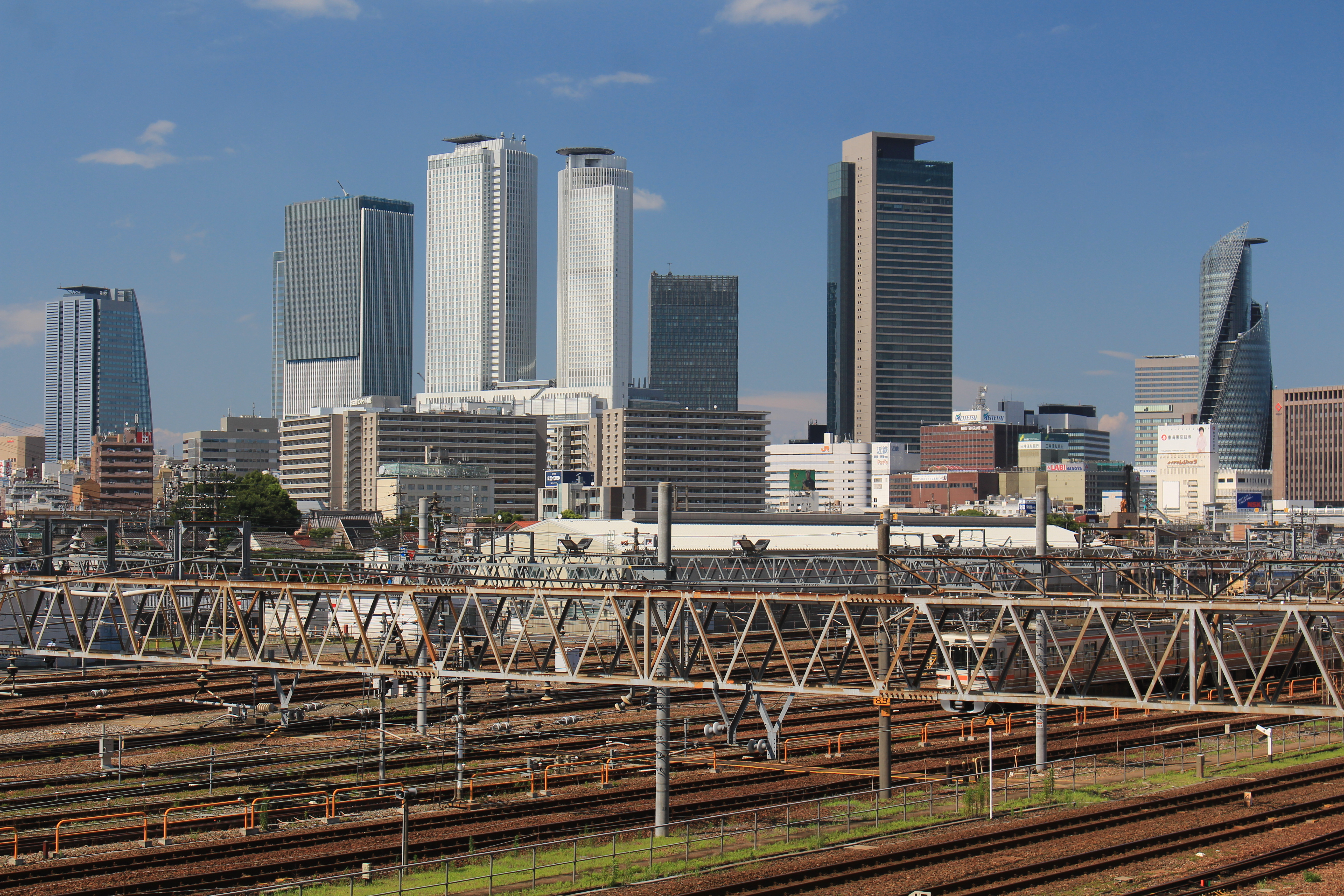
나고야역

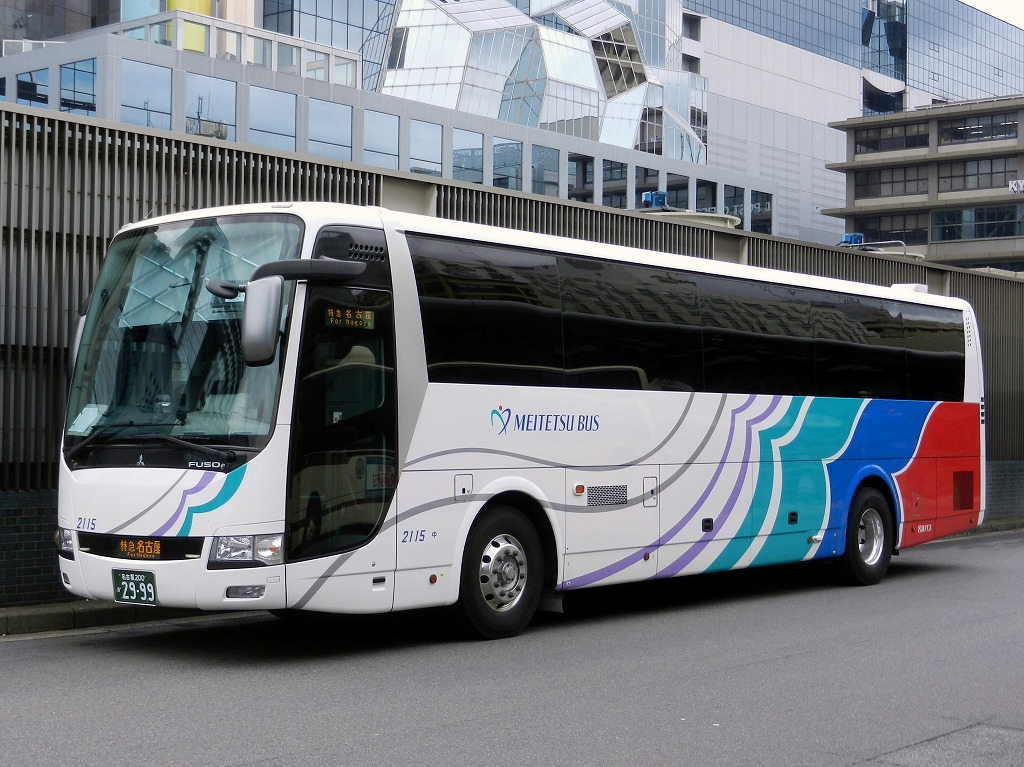
나고야 철도(메이테쓰)에서 운행하고 있는 고속버스

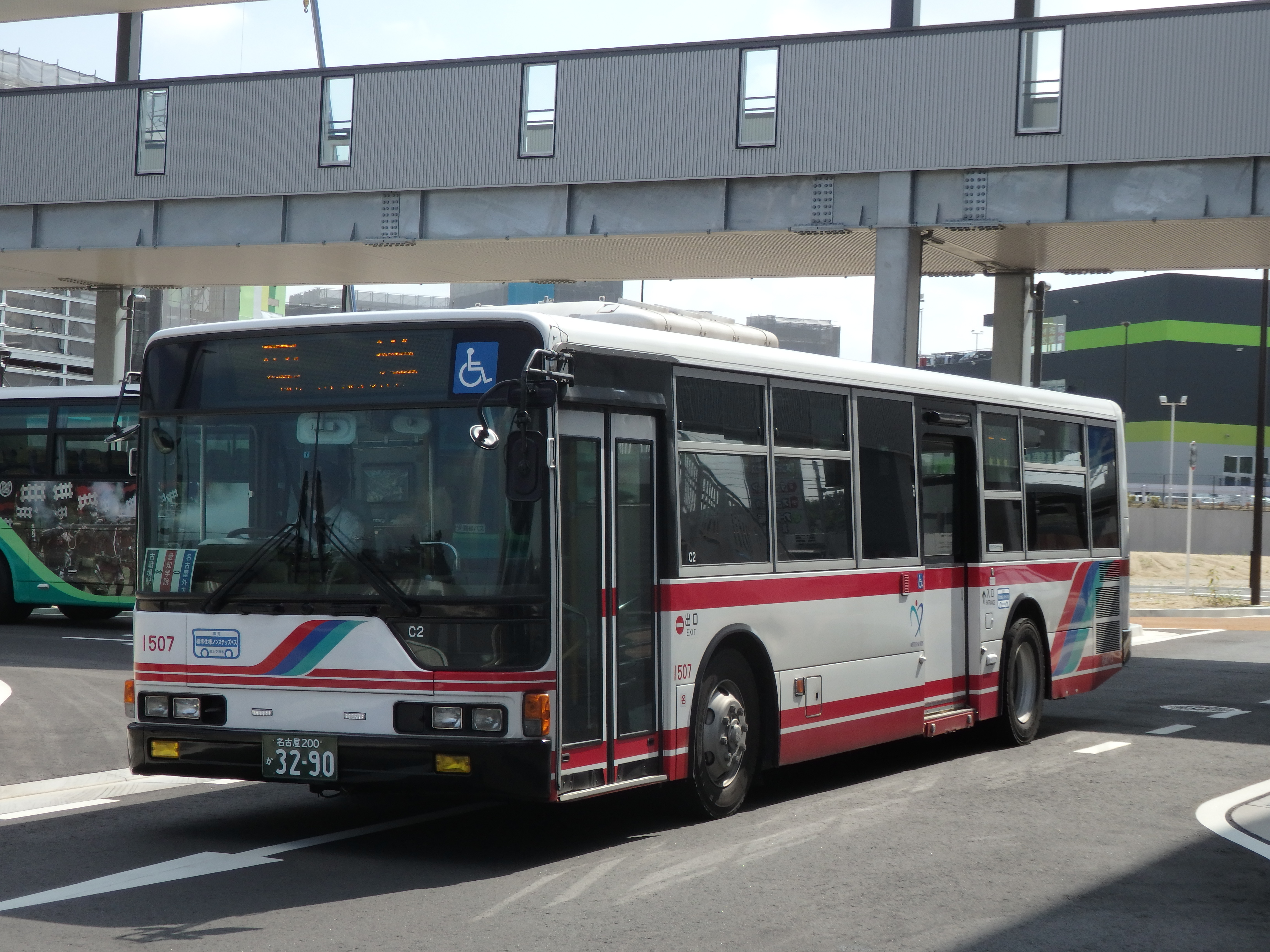
메이테쓰 버스에서 운행하고 있는 노선 버스. 차종은 미쓰비시후소 에어로 미디이다.

### 철도
- 도카이 여객철도(JR 도카이)
  - 도카이도 신칸센
  - 도카이도 본선
  - 주오 본선
  - 간사이 본선
- 나고야 철도
  - 나고야 본선
  - 이누야마선
  - 도코나메선
  - 짓코선
  - 세토선
  - 고마키선
- 긴키 닛폰 철도
  - 나고야선
- 나고야시 교통국(나고야 시영 지하철)
  - 히가시야마선
  - 메이조선
  - 메이코선
  - 쓰루마이선
  - 사쿠라도리선
  - 가미이다선
- 도카이 교통사업
  - 조호쿠선
- 나고야 임해 고속 철도
  - 니시나고야코선
- 아이치 고속 교통
  - 도부큐료선

### 도로
- 나고야 고속도로
- 히가시메이한 자동차도
- 도메이 고속도로
- 이세 만안 자동차도

### 공항
- 나고야 비행장
- 주부 국제공항

### 항구
- 나고야항

## 스포츠

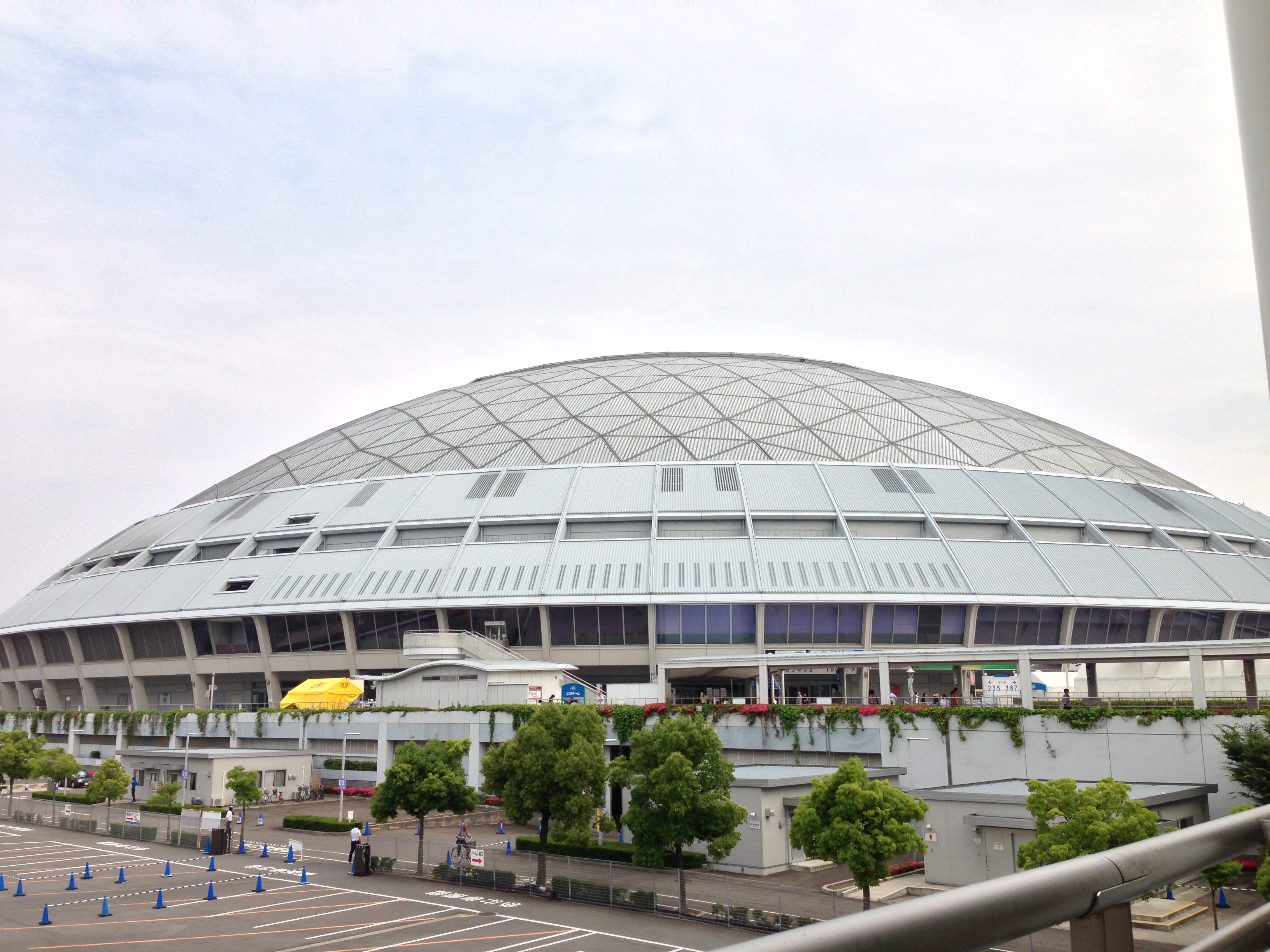
나고야 돔

나고야를 연고로 하는 프로 스포츠 팀들은 다음과 같다.
| 클럽            | 스포츠 | 리그        | 구장                                               | 설립일 |
| --------------- | ------ | ----------- | -------------------------------------------------- | ------ |
| 주니치 드래건스 | 야구   | 센트럴 리그 | 나고야 돔                                          | 1936년 |
| 나고야 그램퍼스 | 축구   | J리그       | 나고야 시 미즈호 공원 육상 경기장, 토요타 스타디움 | 1939년 |

이 도시가 1988년 하계 올림픽을 개최하기 위해 유치 경쟁(1988년 나고야 하계 올림픽 구상)에 뛰어들었으나, 개최지 결정 투표 결과 대한민국 서울특별시에 밀려 개최하지 못했다.
2026년 아시안 게임과 2026년 장애인 아시안 게임이 개최될 예정이다.

## 주요 인물

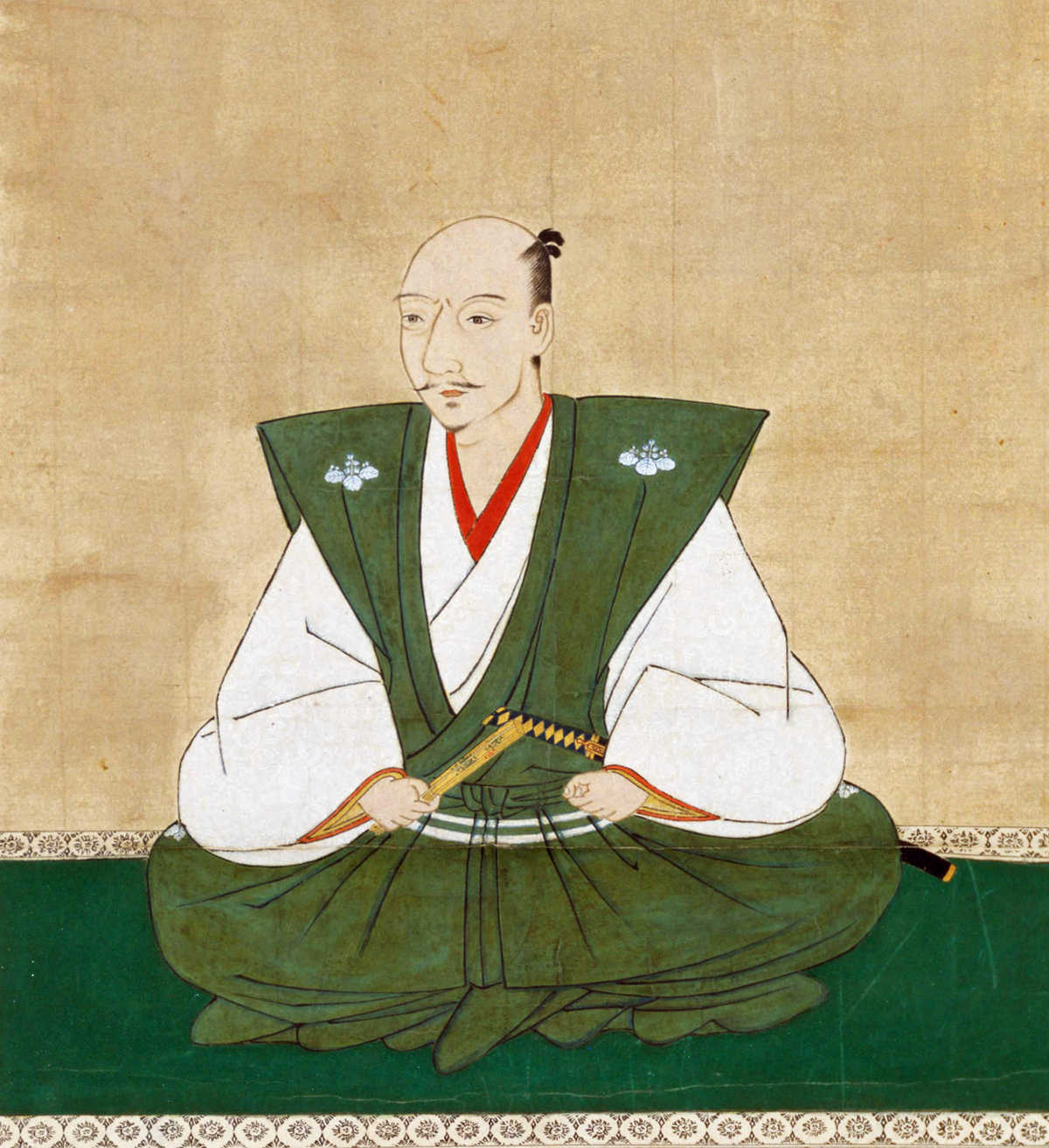
오다 노부나가

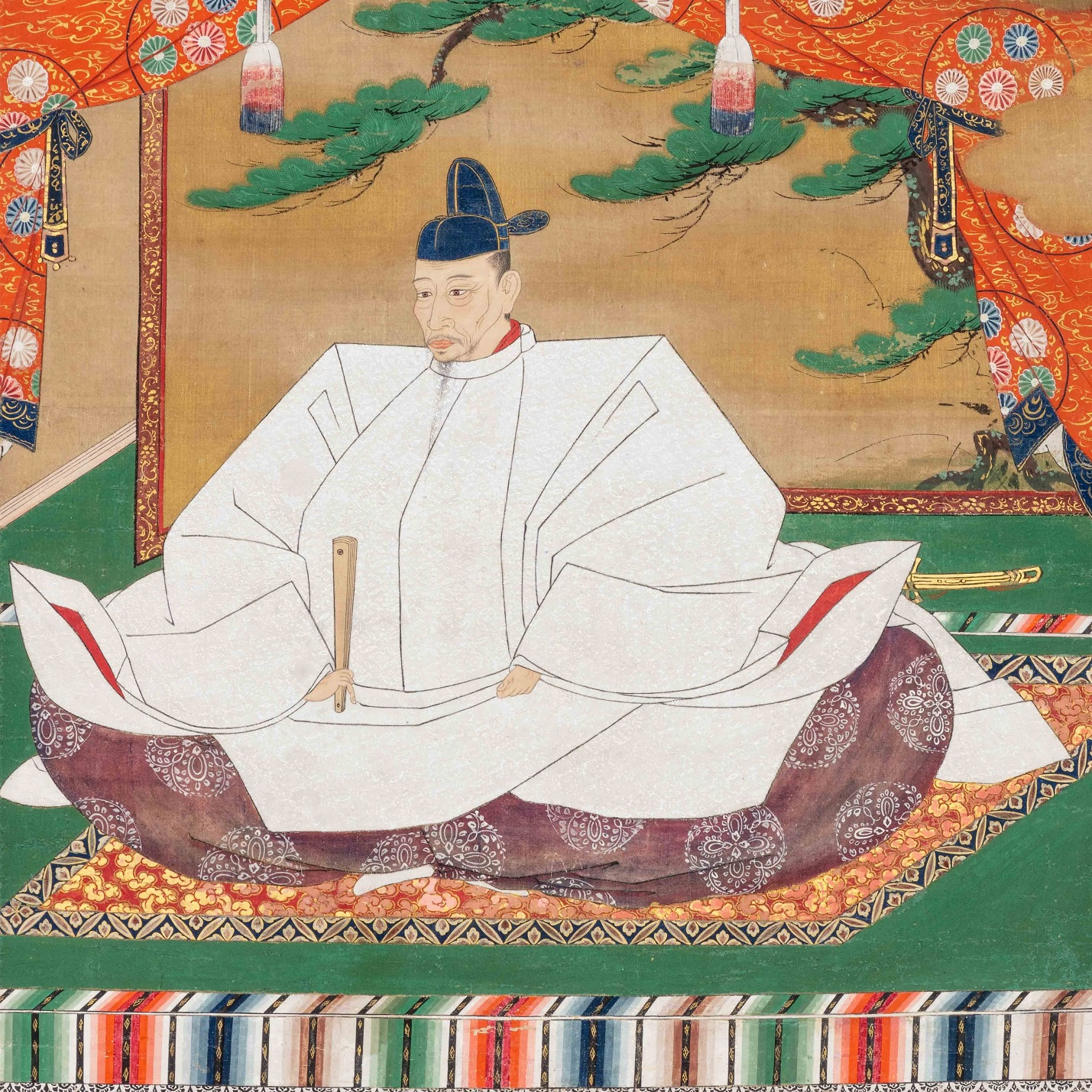
도요토미 히데요시

- 미나모토노 요리토모(源頼朝, 가마쿠라 막부를 개창한 초대 쇼군(將軍))
- 오다 노부나가(織田信長, 센고쿠 다이묘)
- 도요토미 히데요시(豊臣秀吉)
- 시바타 가쓰이에(柴田勝家)
- 니와 나가히데(丹羽長秀)
- 마에다 도시이에(前田利家)
- 가토 기요마사(加藤清正)
- 삿사 나리마사(佐々成政)
- 사쿠마 노부모리(佐久間信盛)
- 사쿠마 노리마사(佐久間盛政)
- 마에다 도시마스(前田利益, 마에다 케이지(前田慶次))
- 가토 아이(加藤あい)
- 아사다 마오(浅田真央)
- 안도 미키(安藤美姫)
- 에노모토 구루미(榎本くるみ)
- 가와시마 나오미(川島なお美)
- 사오리(佐緖里)
- 다마키 히로시(玉木宏)
- 곤도 고지(近藤浩治, 닌텐도의 음악가)

## 관광

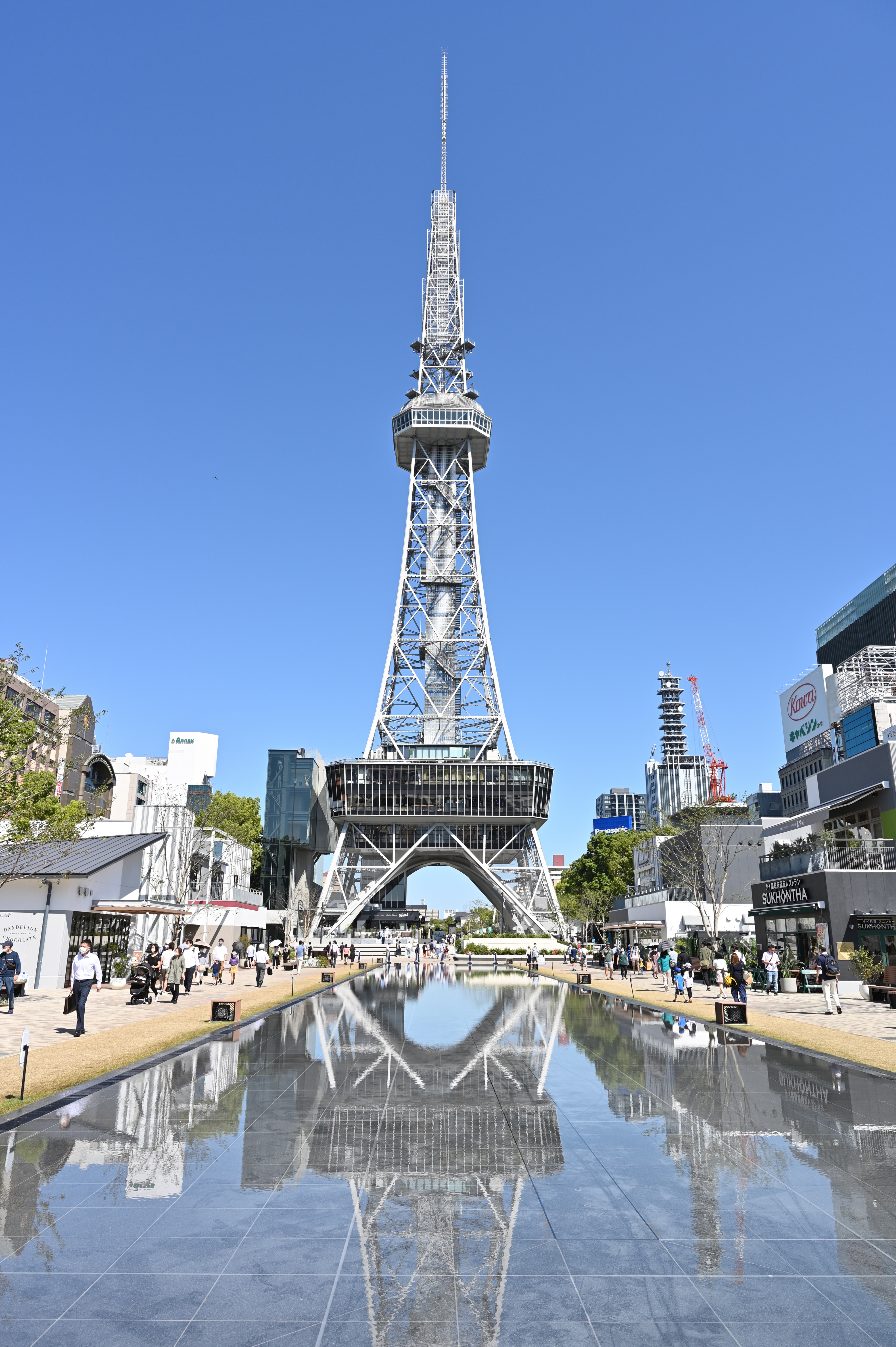
나고야 TV탑
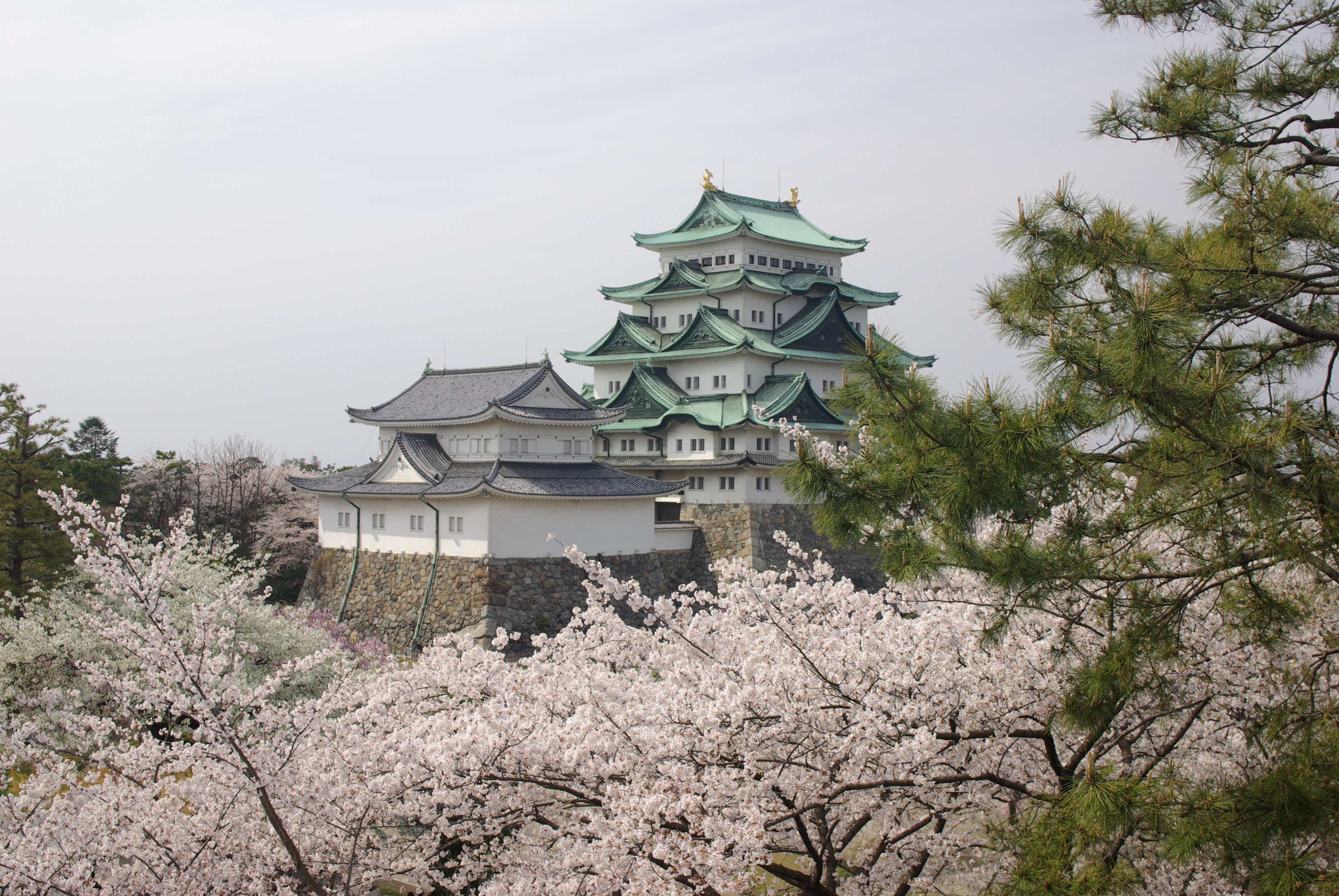
나고야성
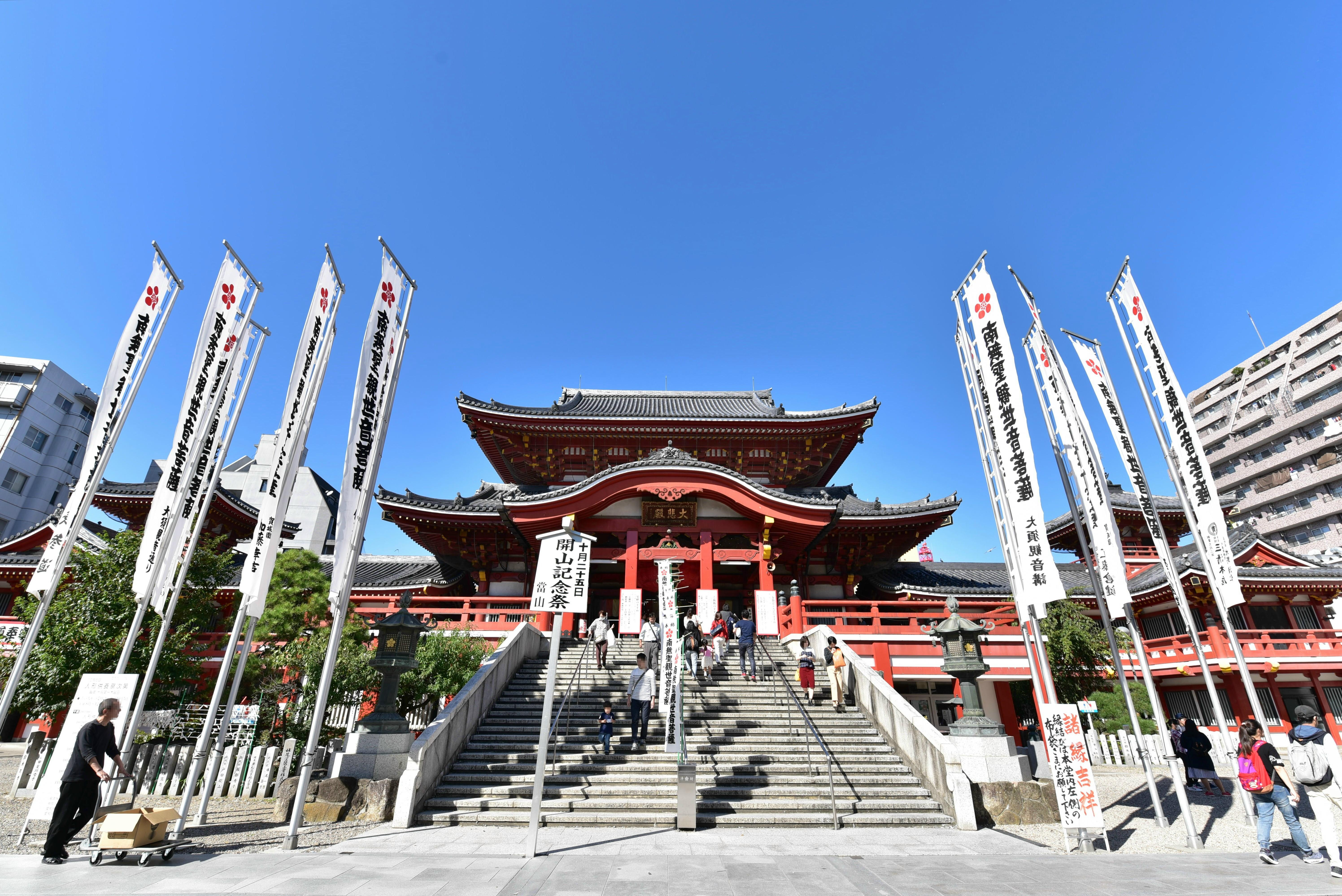
오스 관음
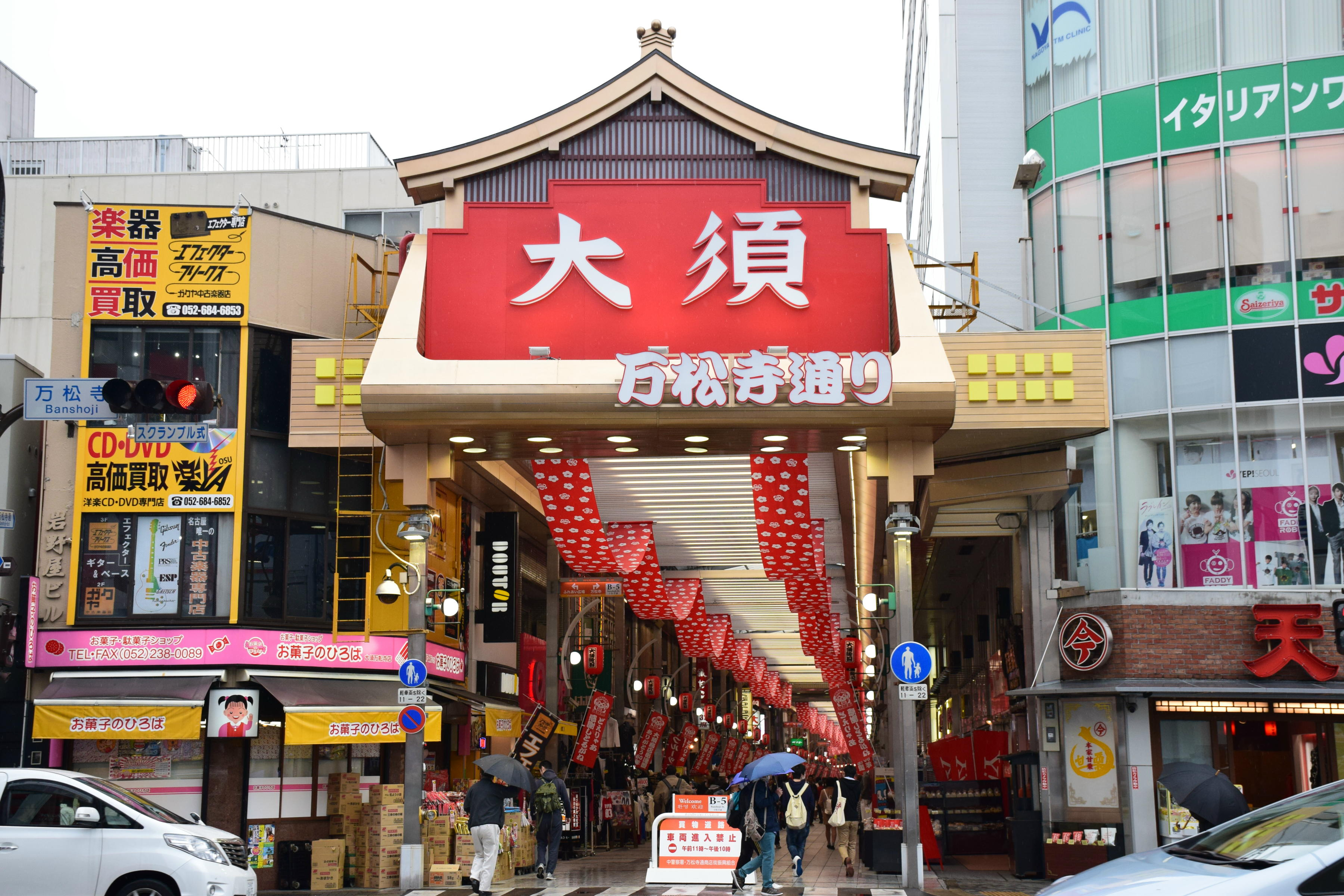
오스 상점가
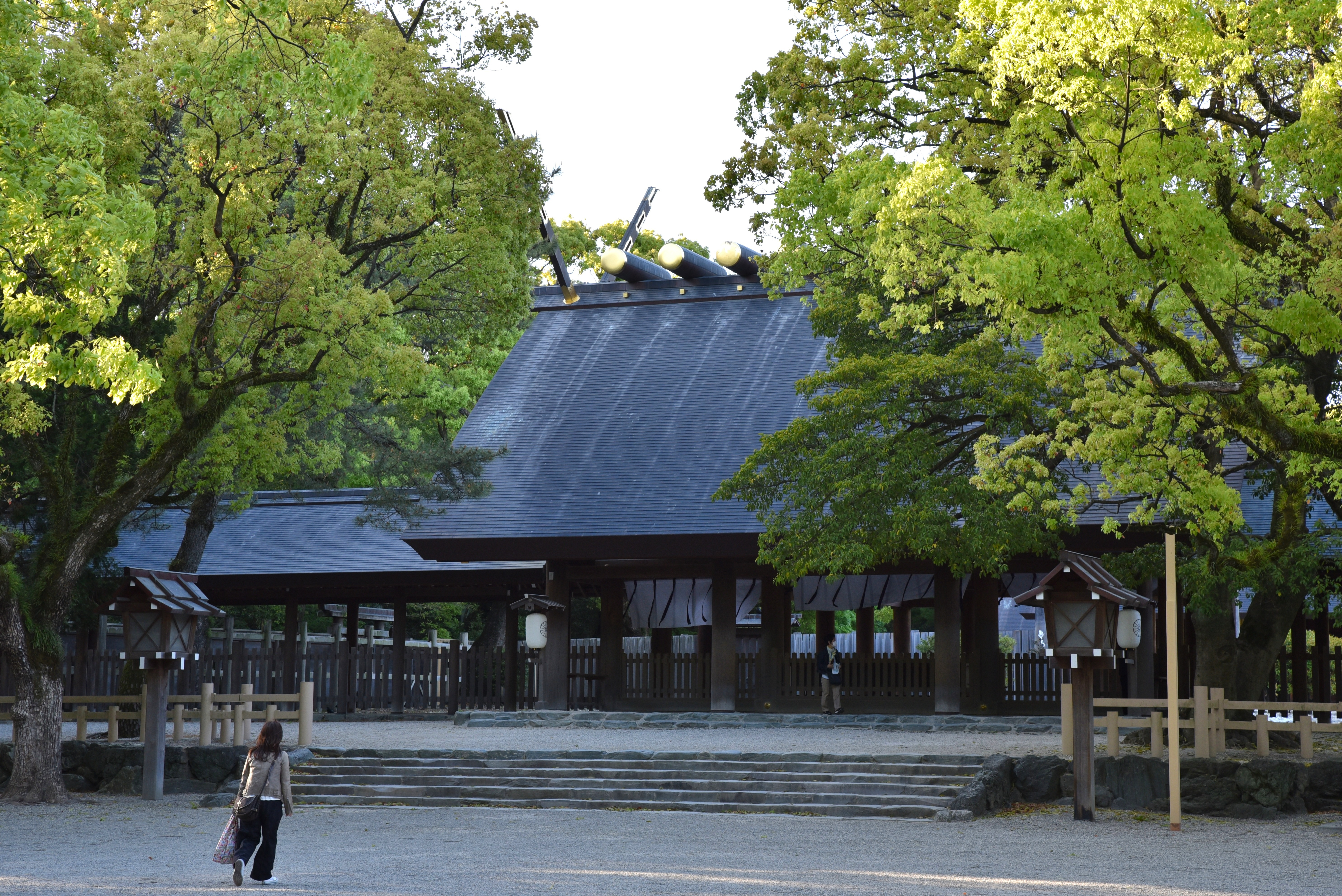
아쓰타 신궁
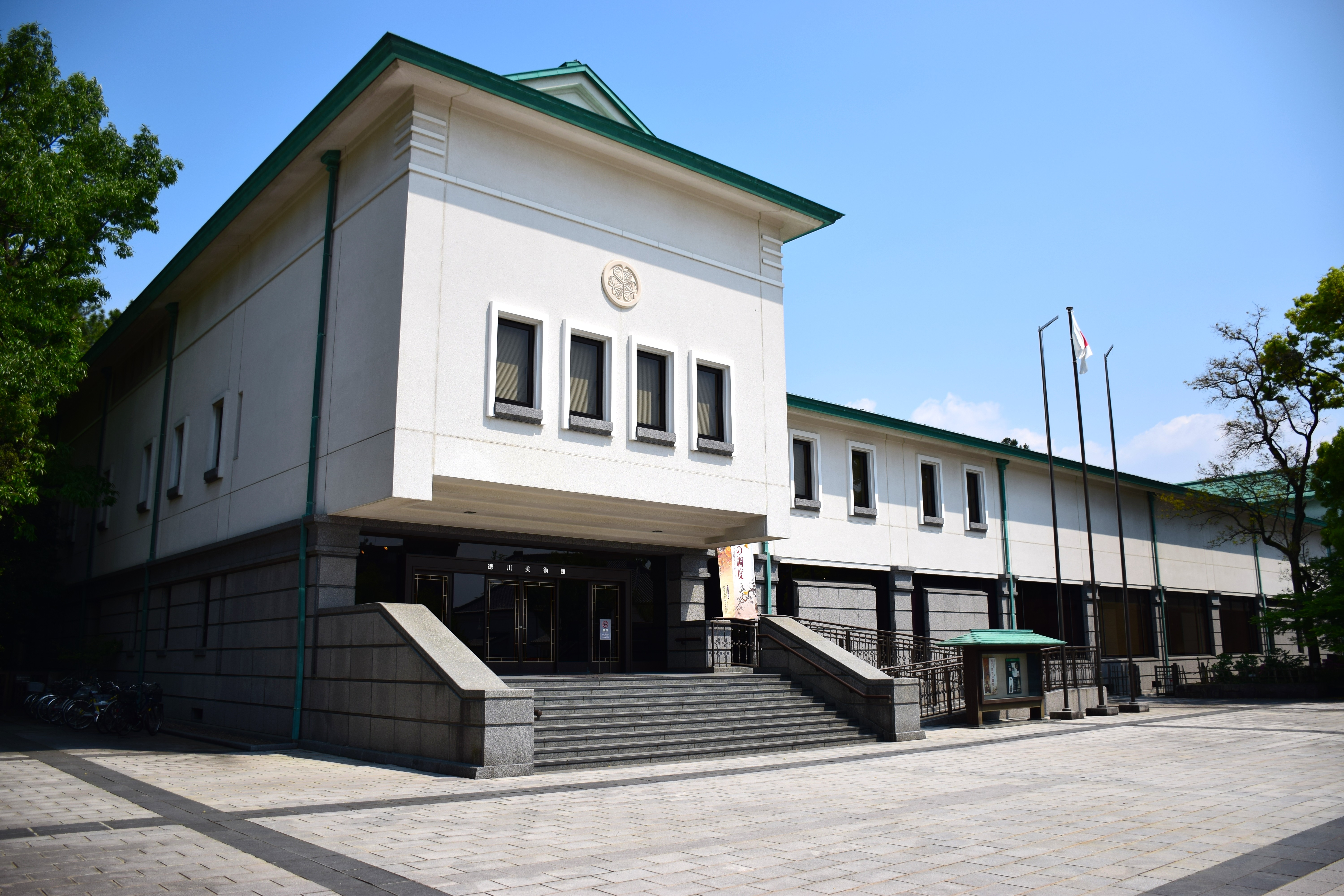
도쿠가와 미술관
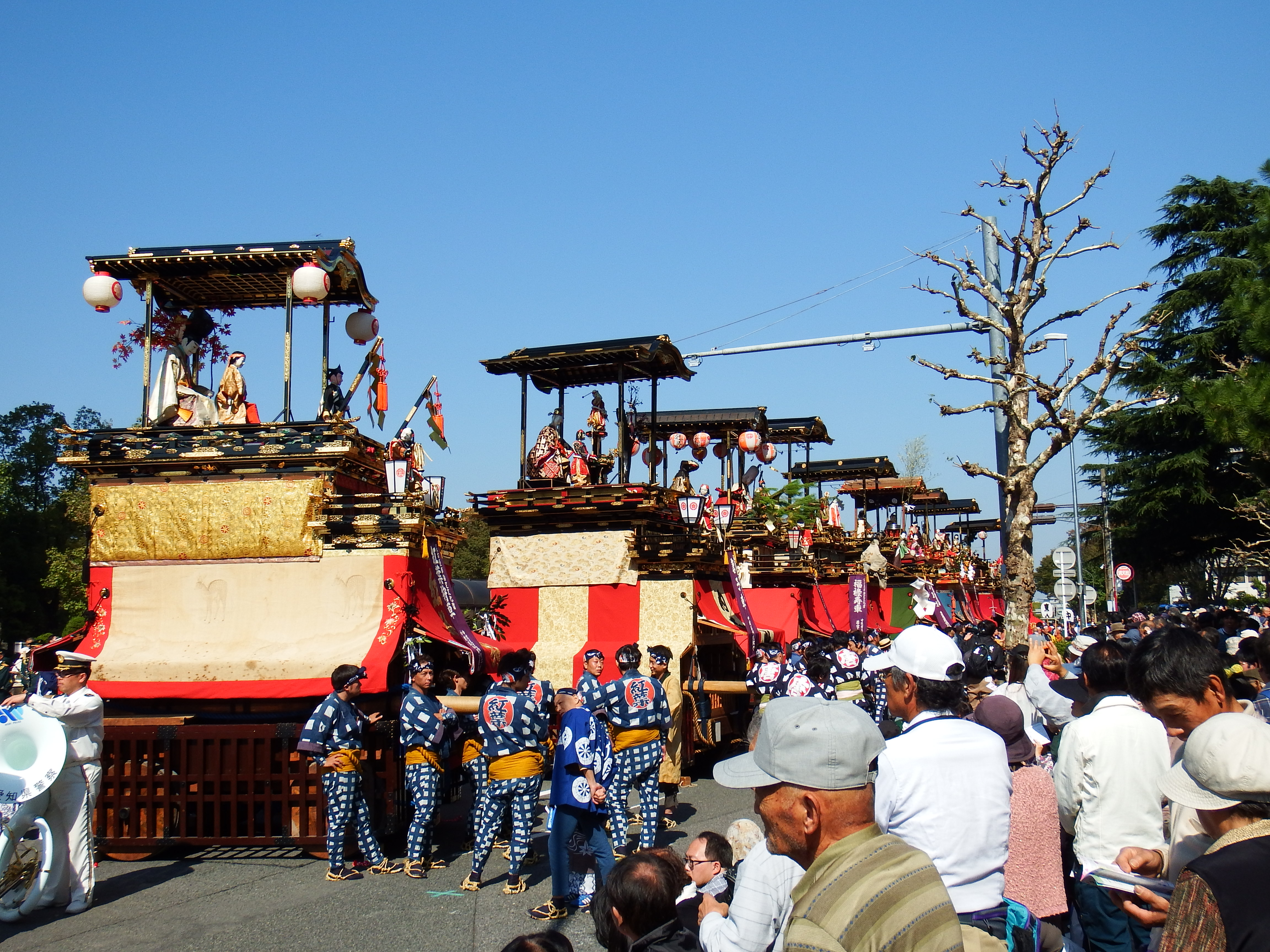
계략 인형을 장식한 수레
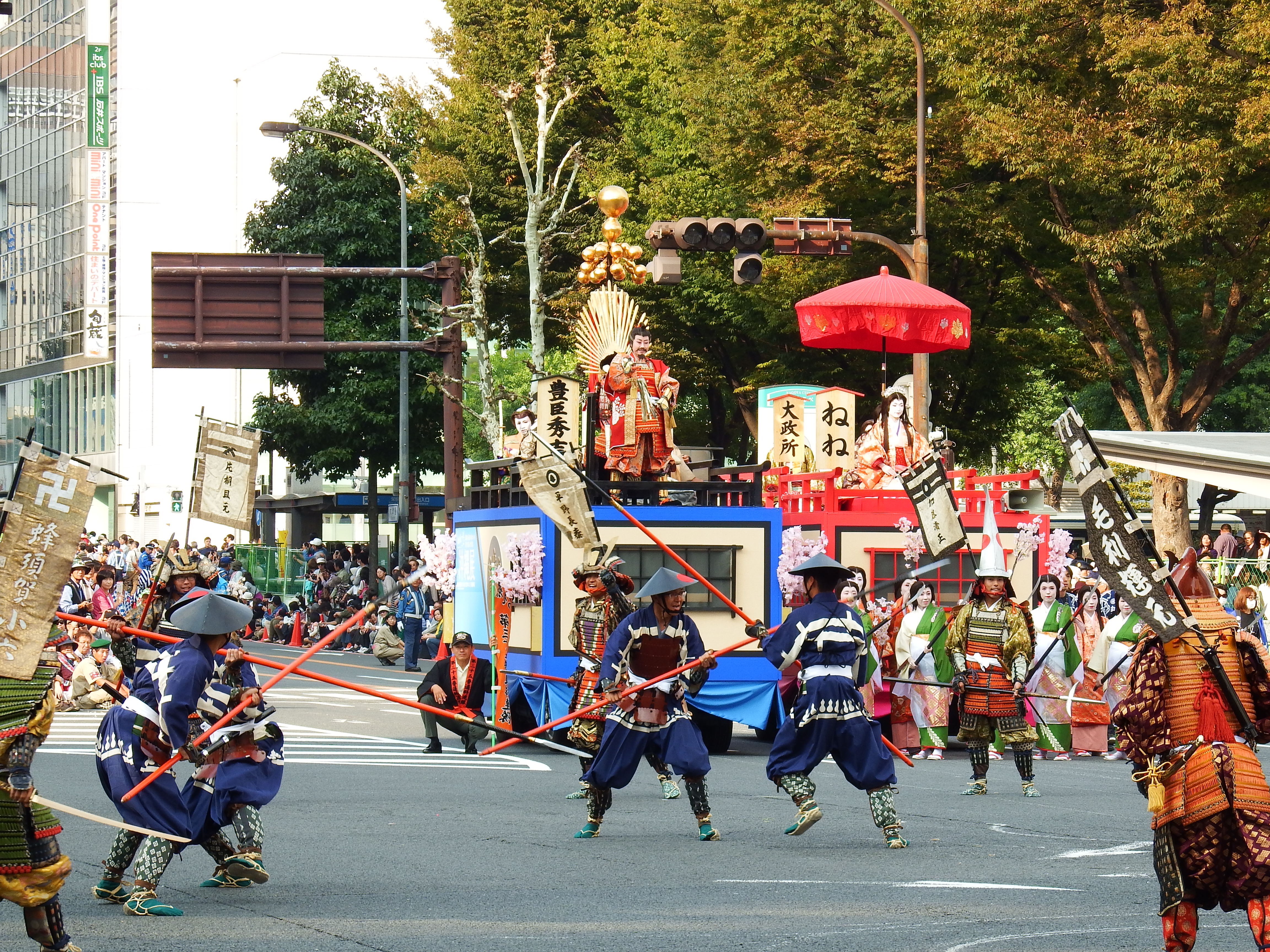
나고야축제
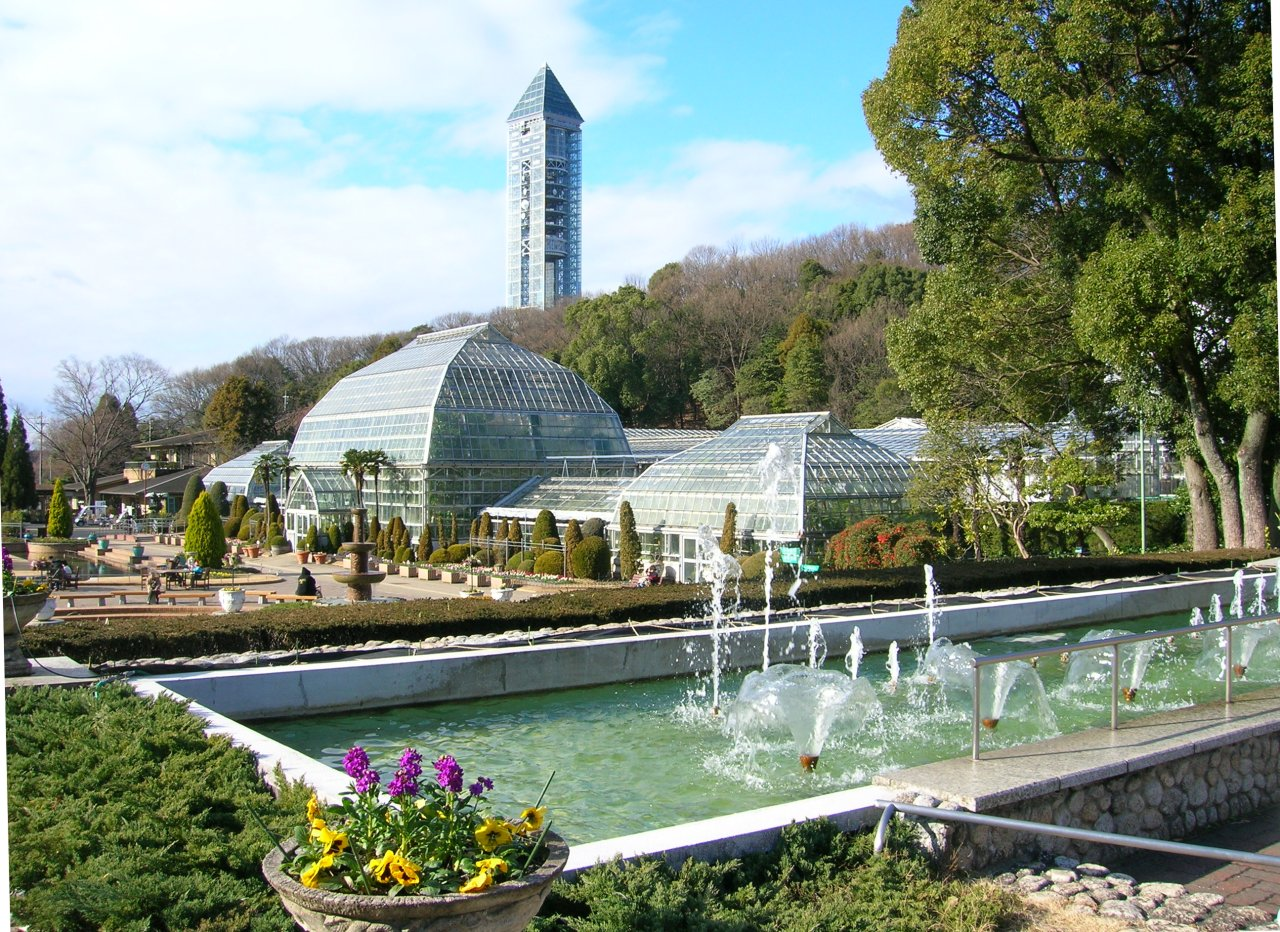
히가시야마 동물원
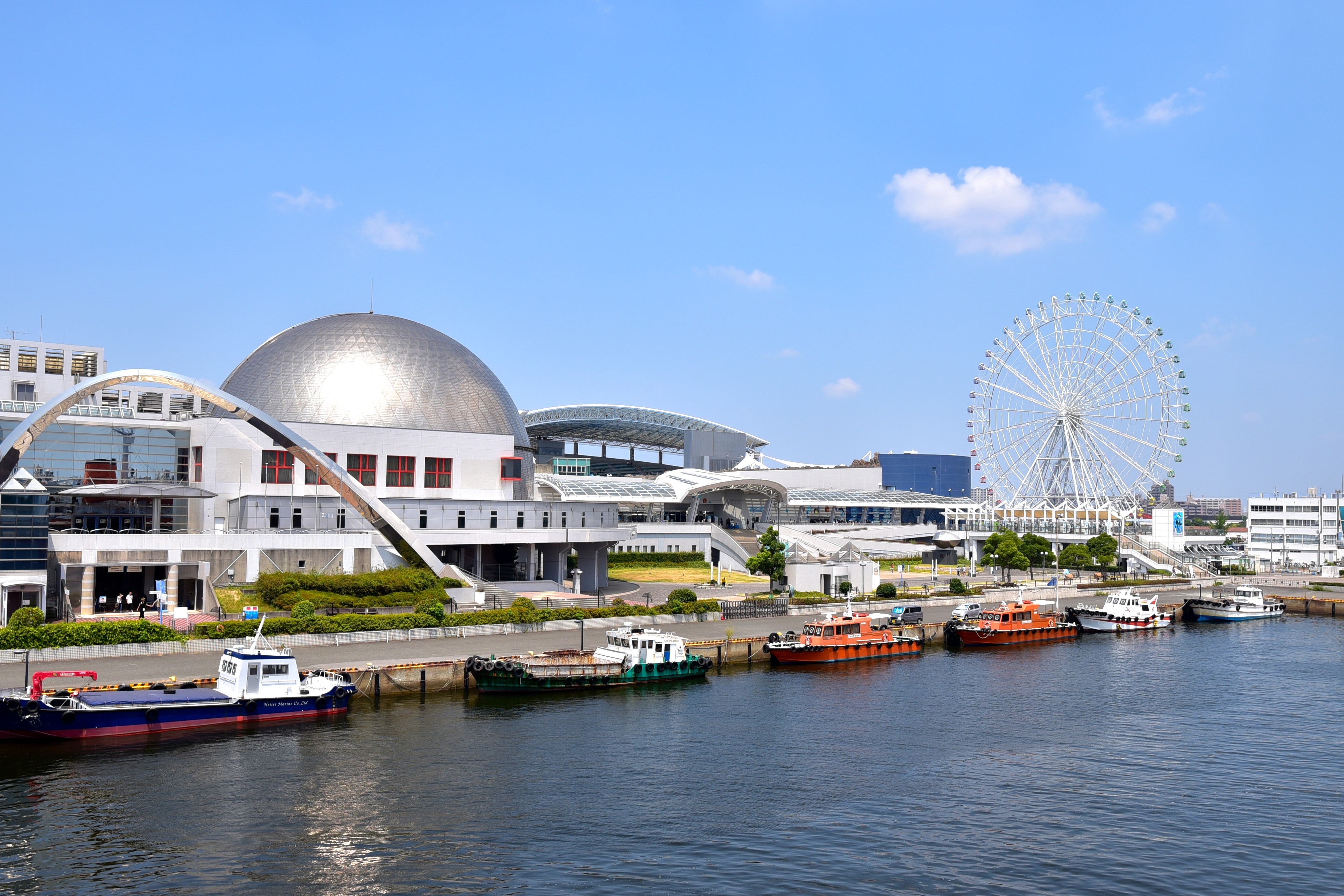
나고야항 수족관
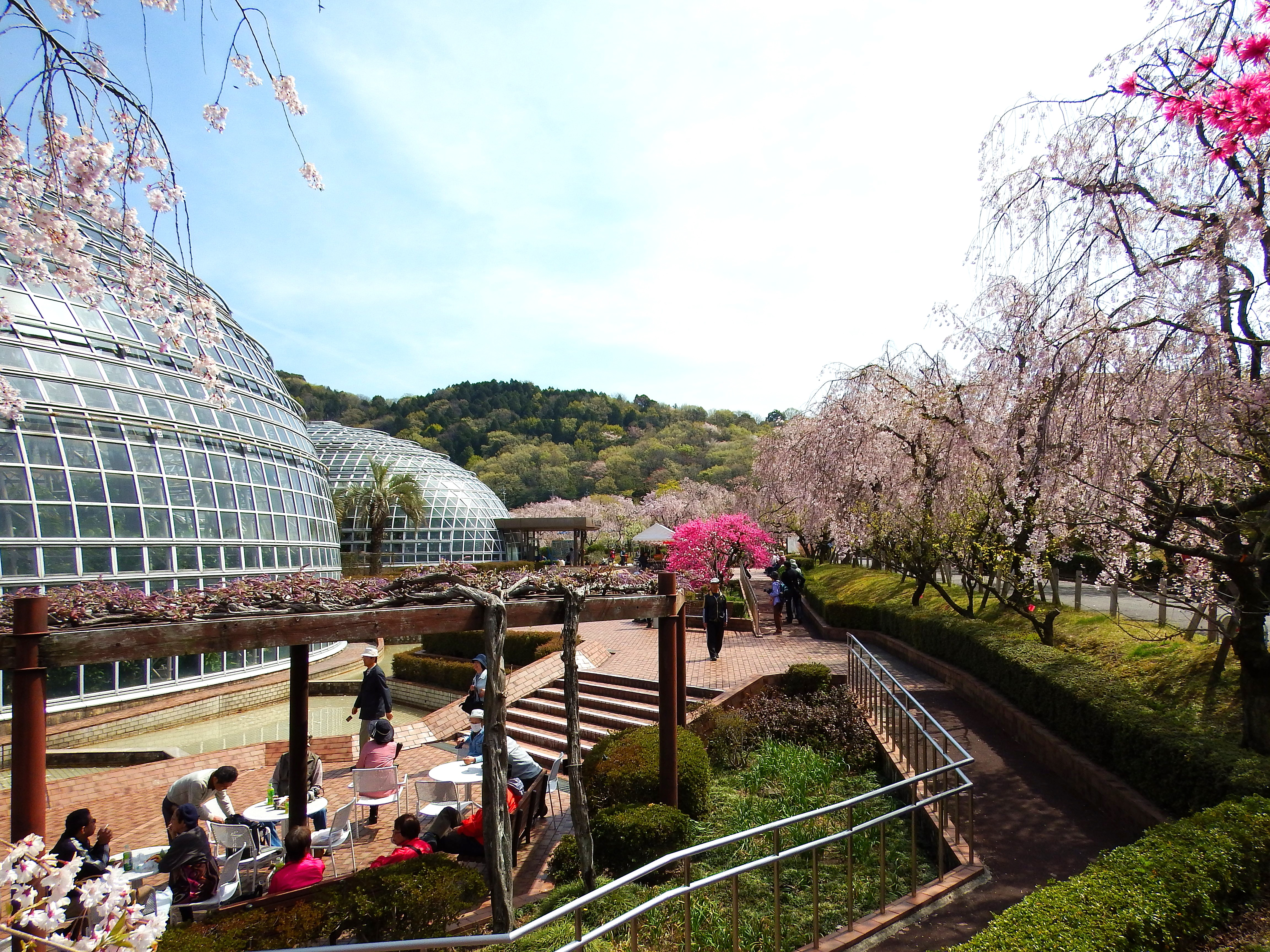
나고야시 도고쿠산 후르츠 파크
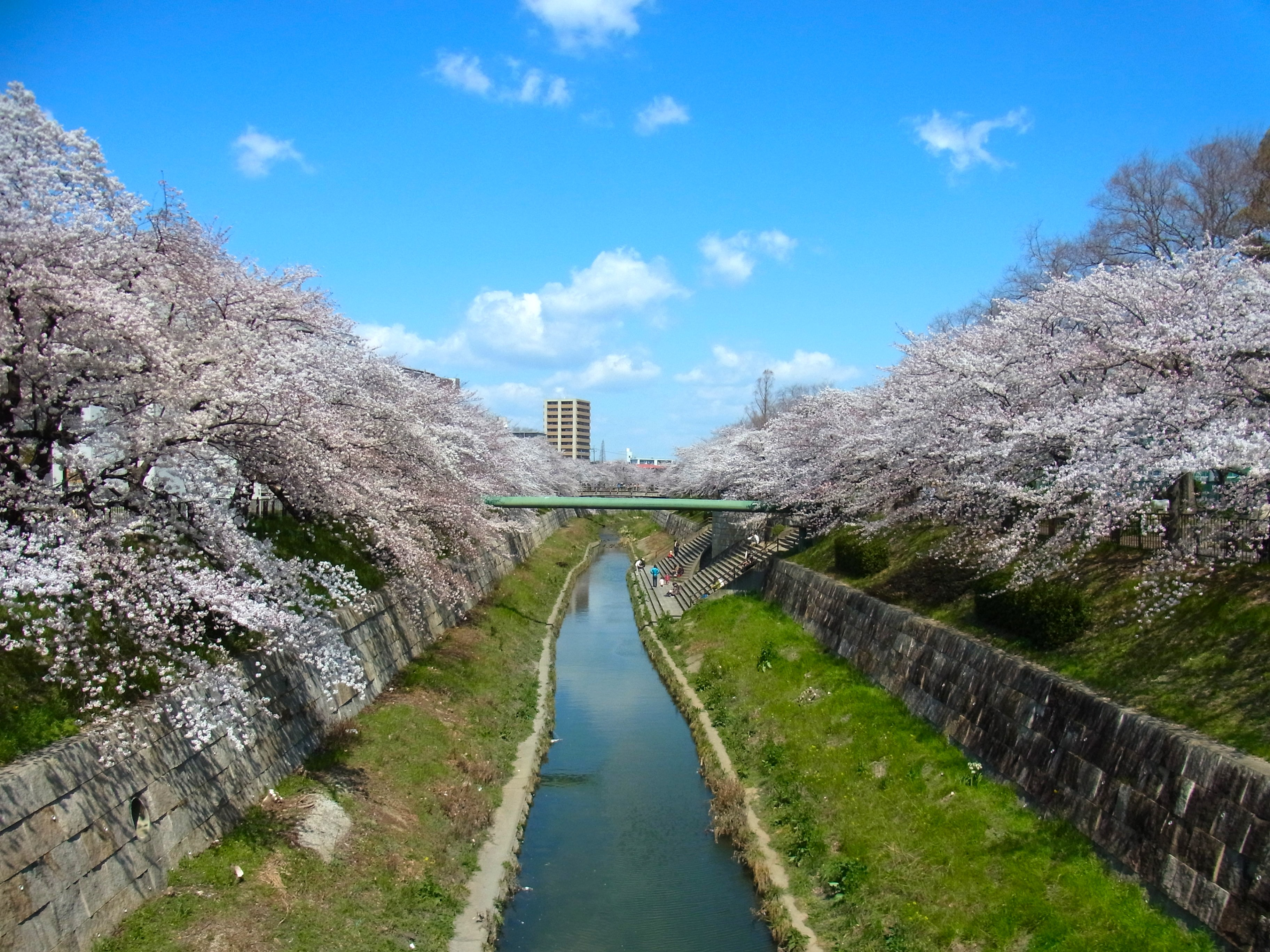
야마자키강
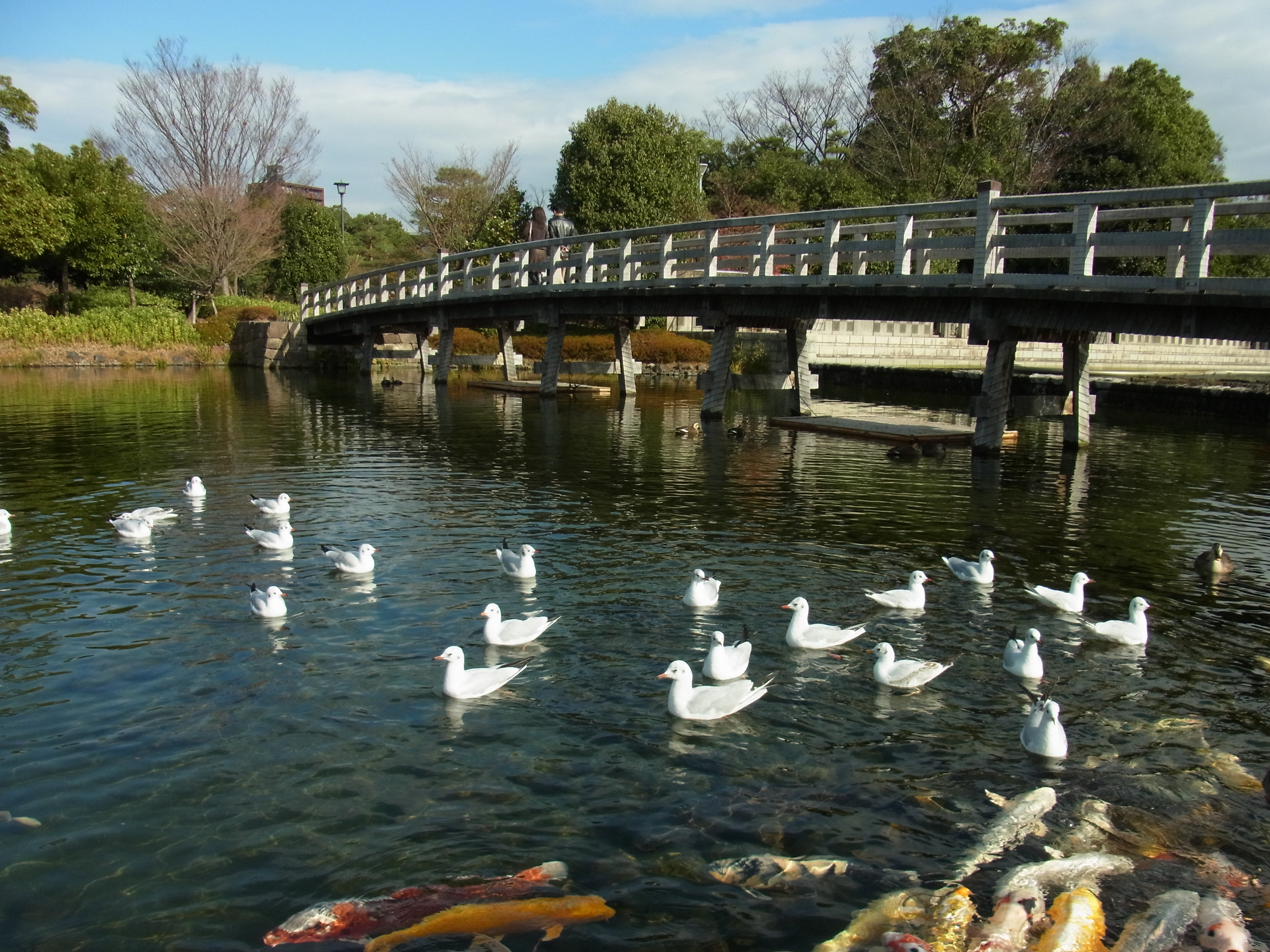
시로토리 정원
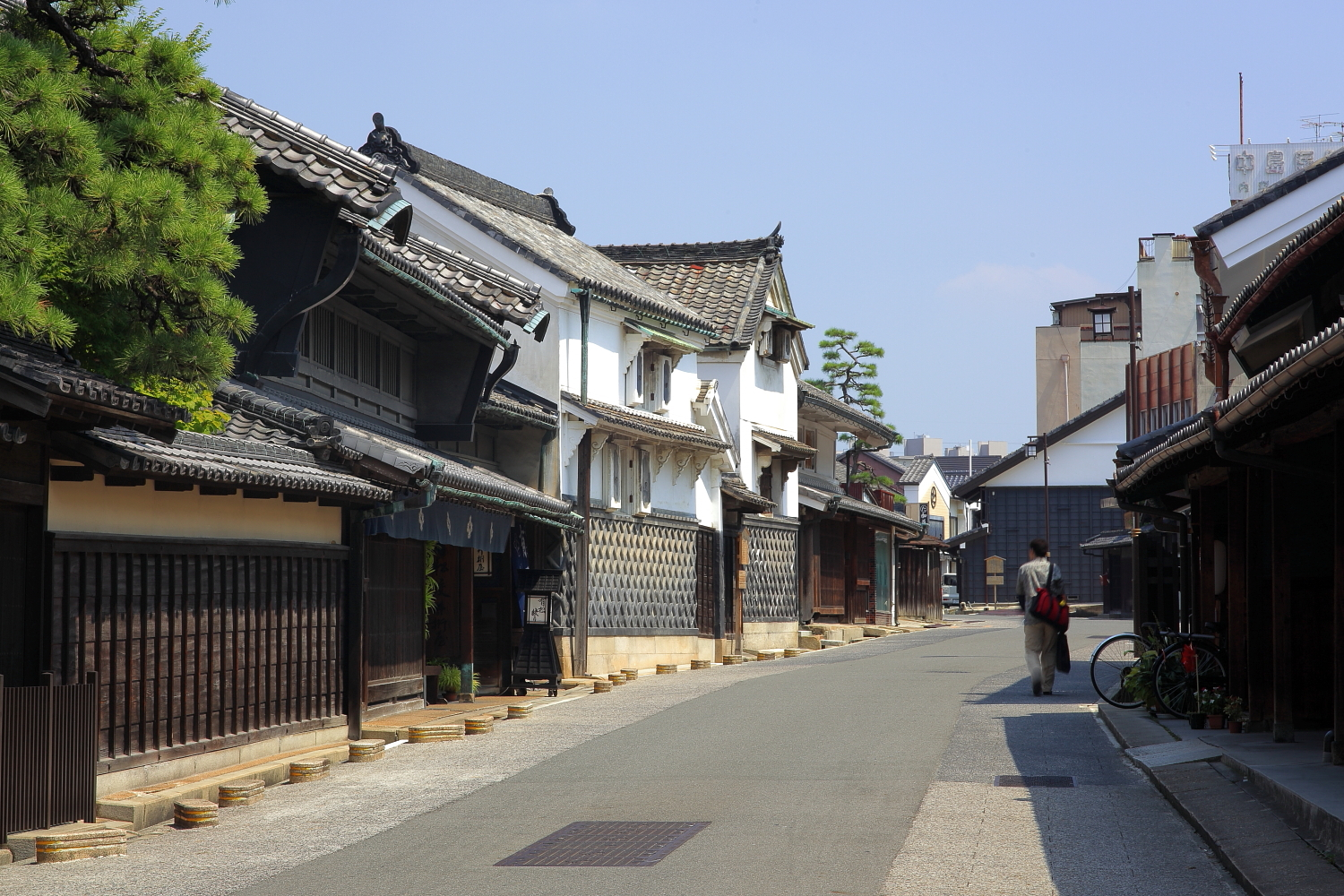
아리마쓰
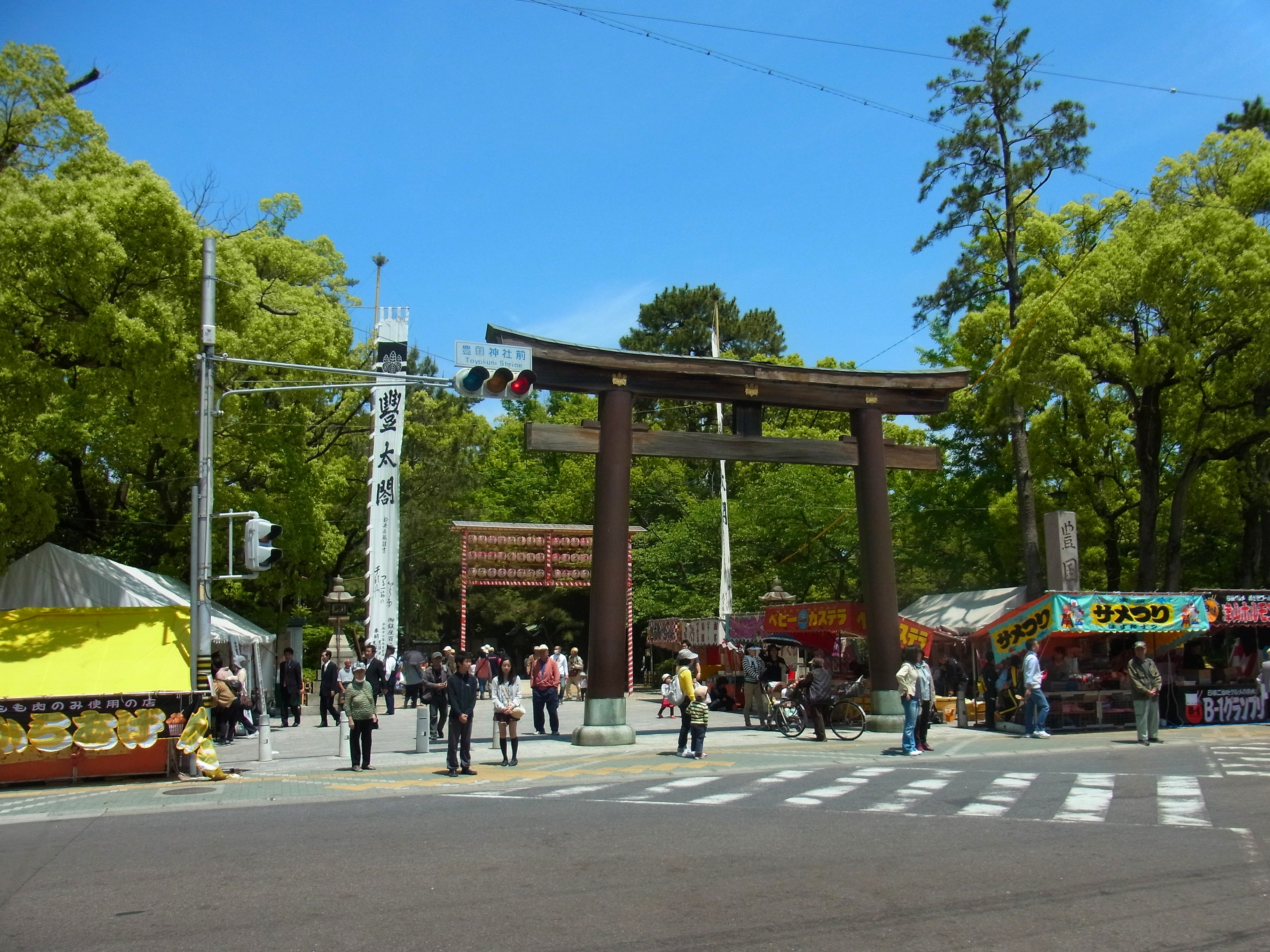
나카무라 공원
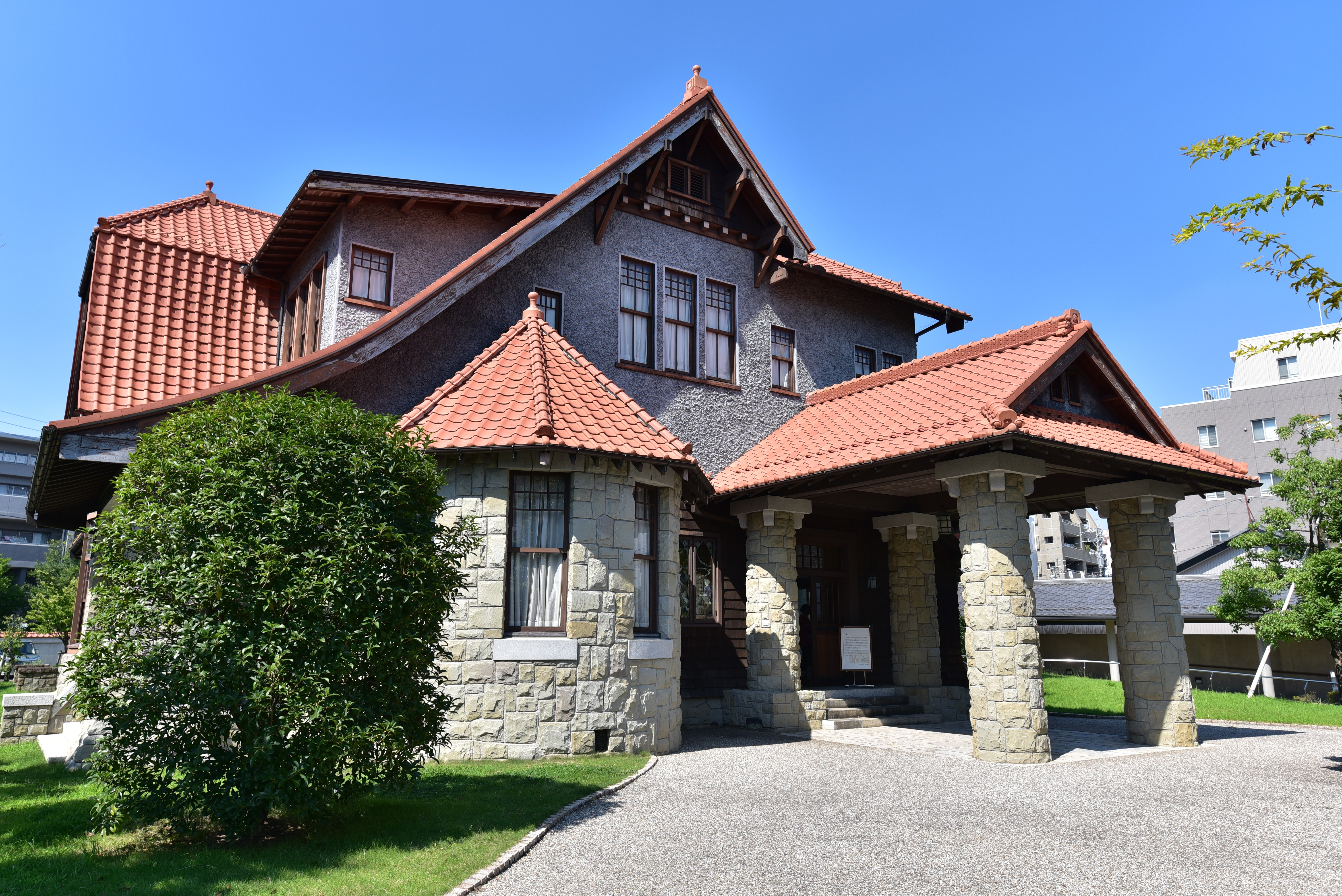
문화의 길 후타바관
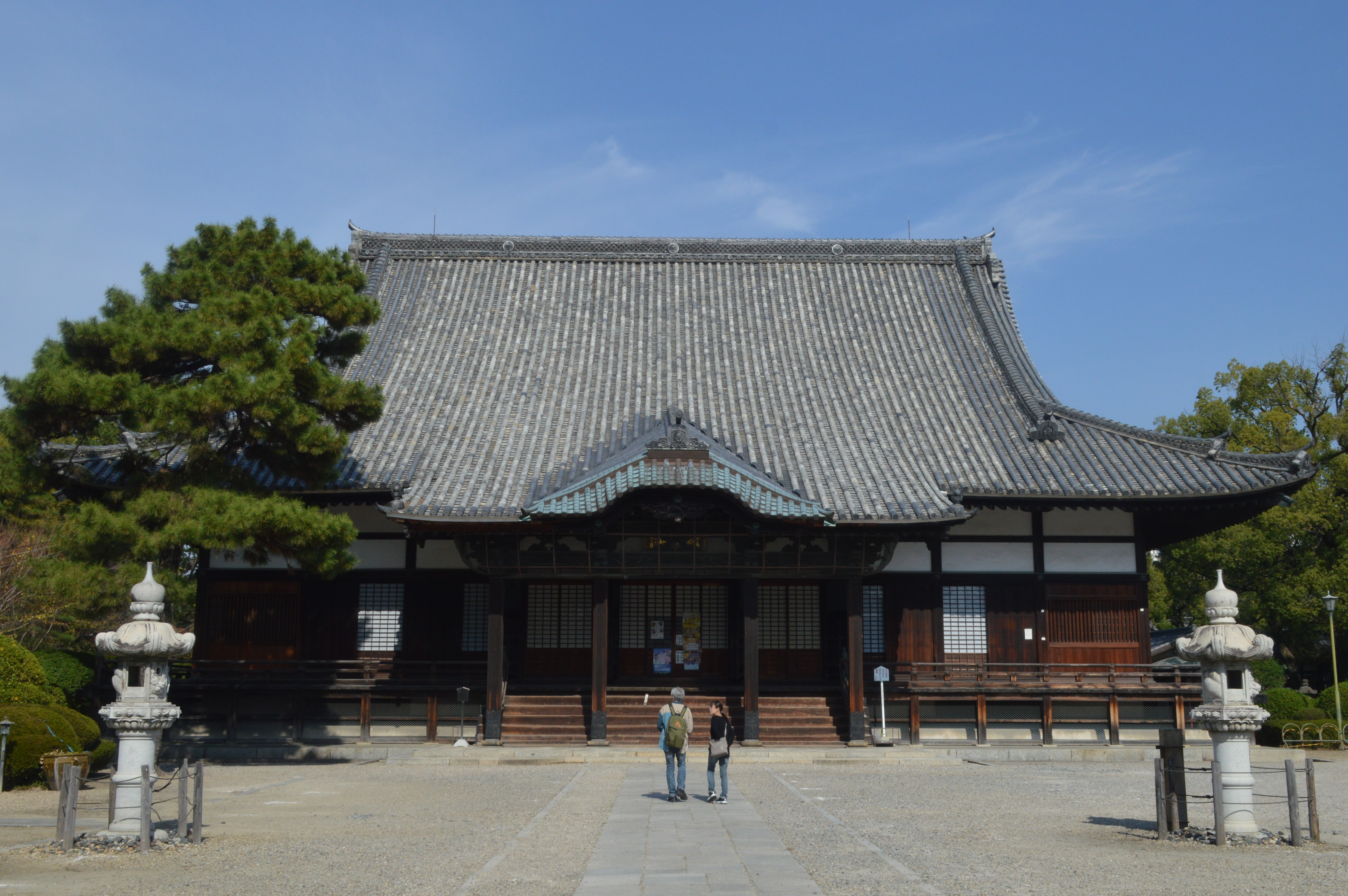
켄추지
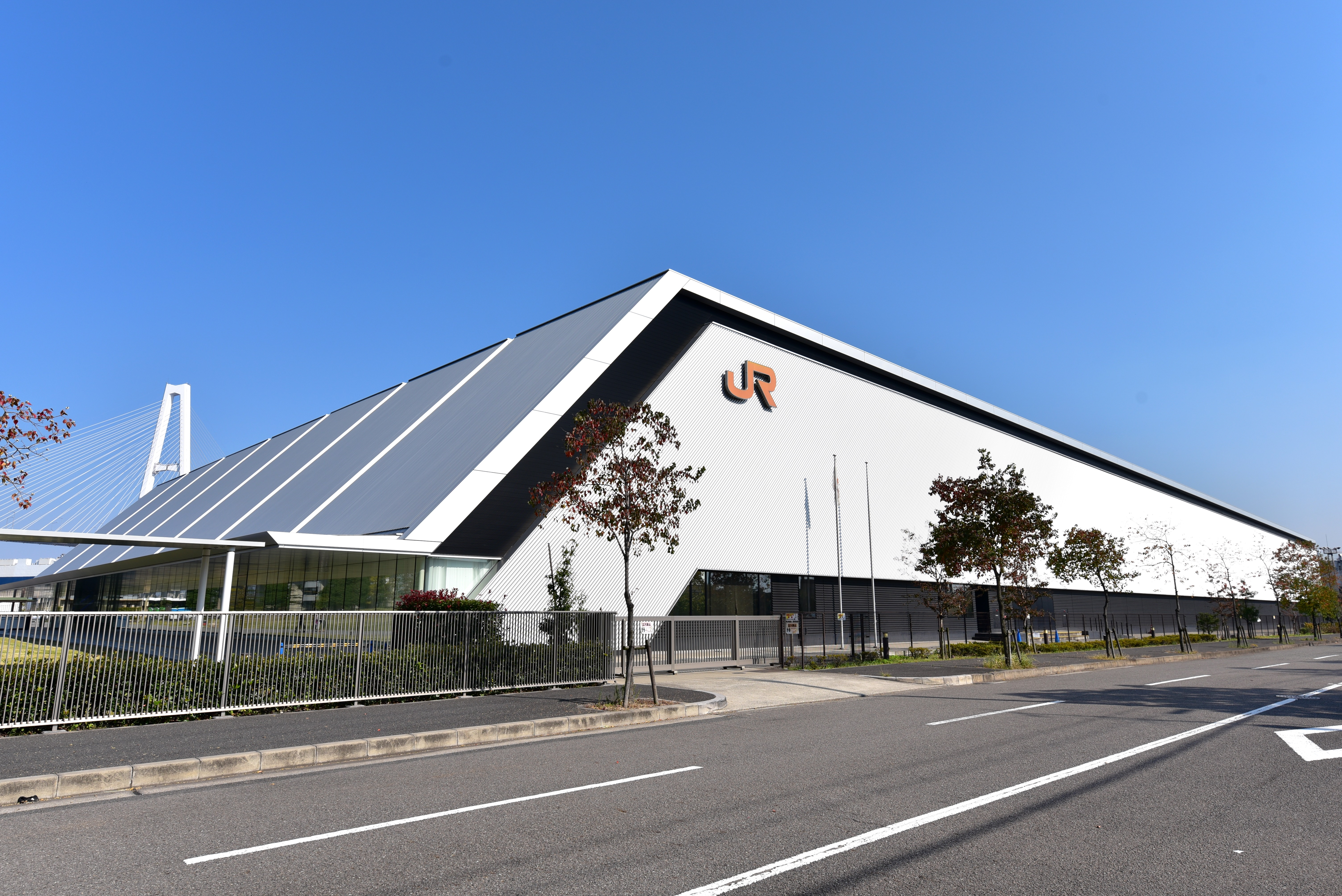
리니어 철도관
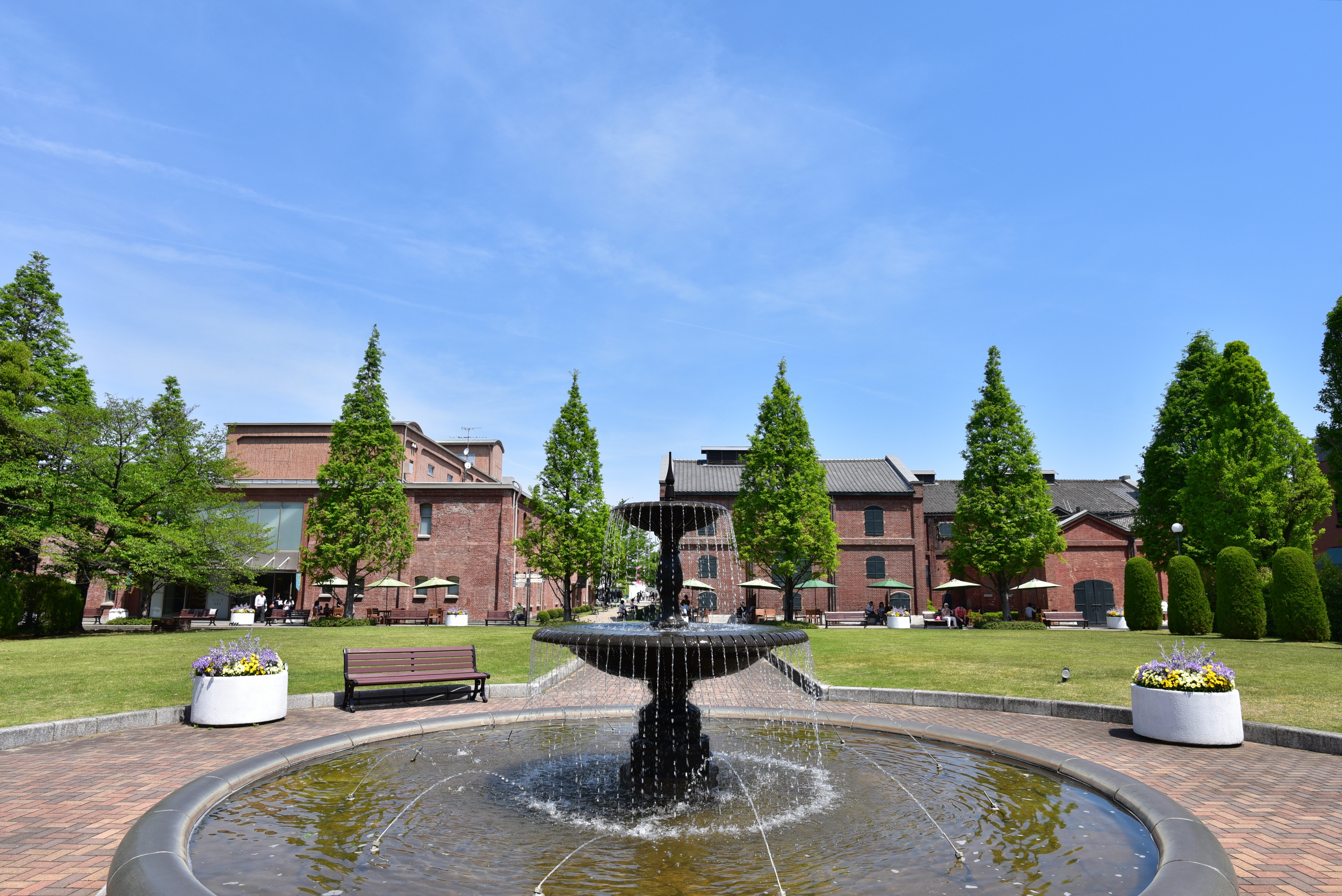
노리타케 숲
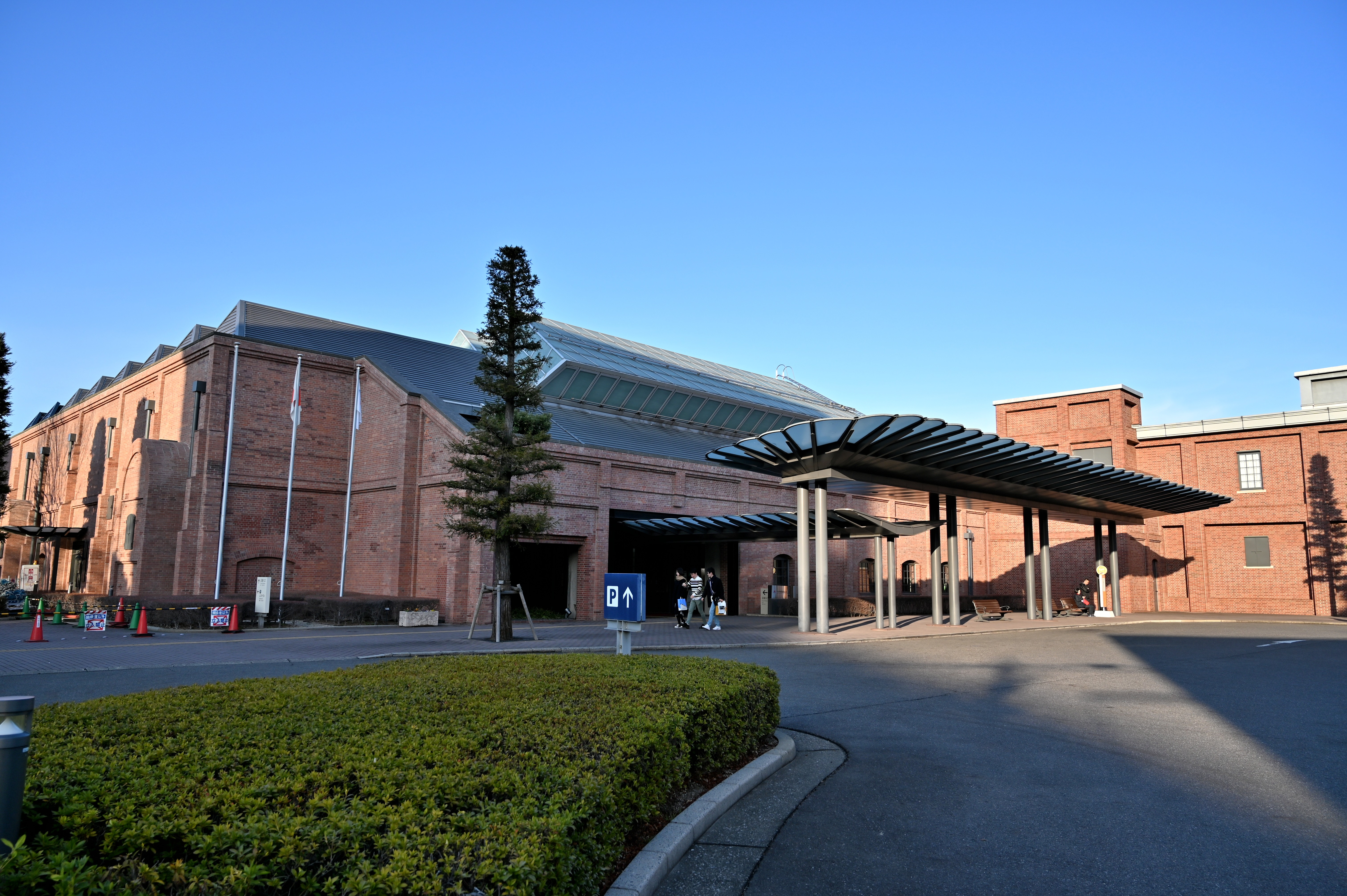
도요타 테크노 뮤지엄 산업기술기념관
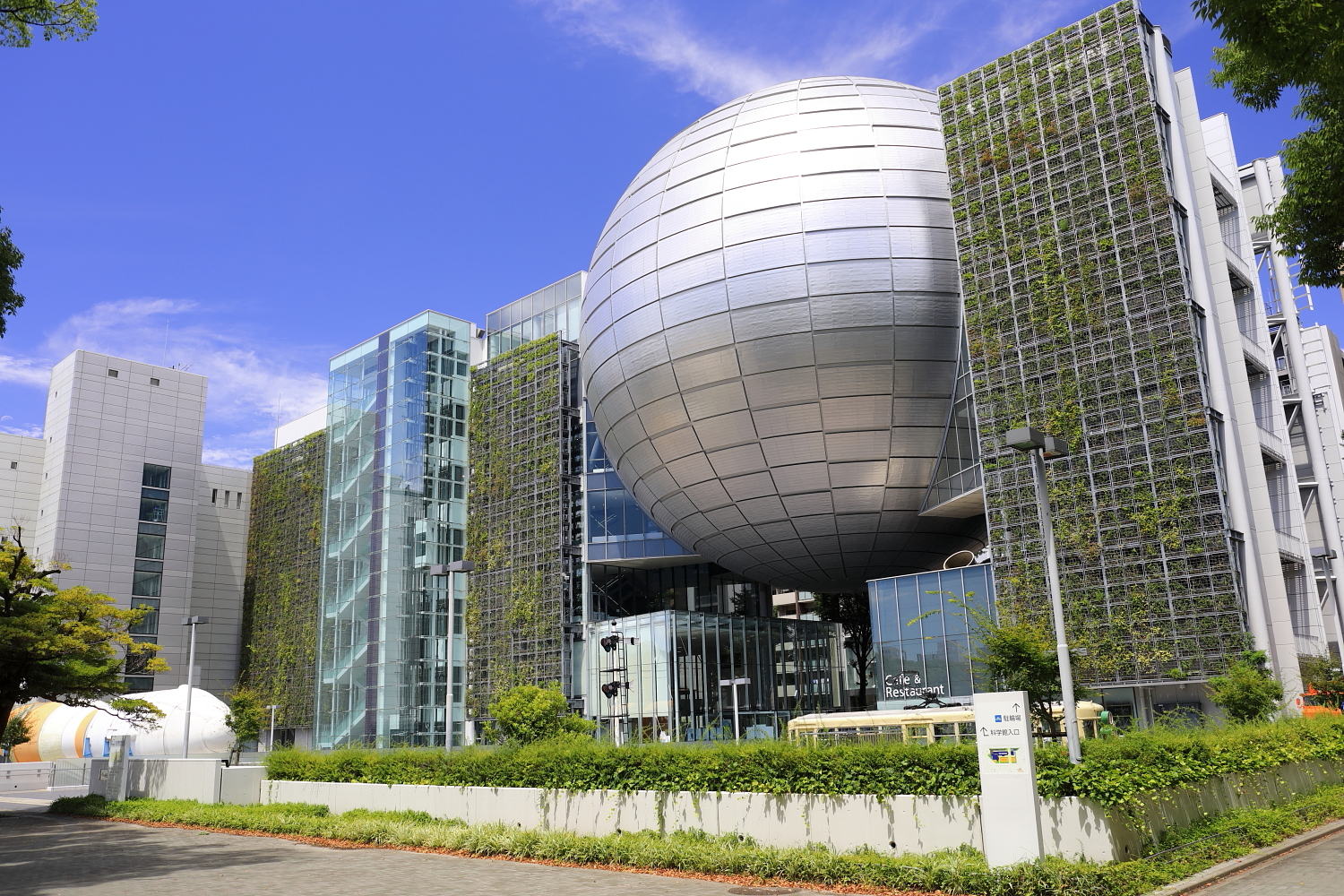
나고야시 과학관
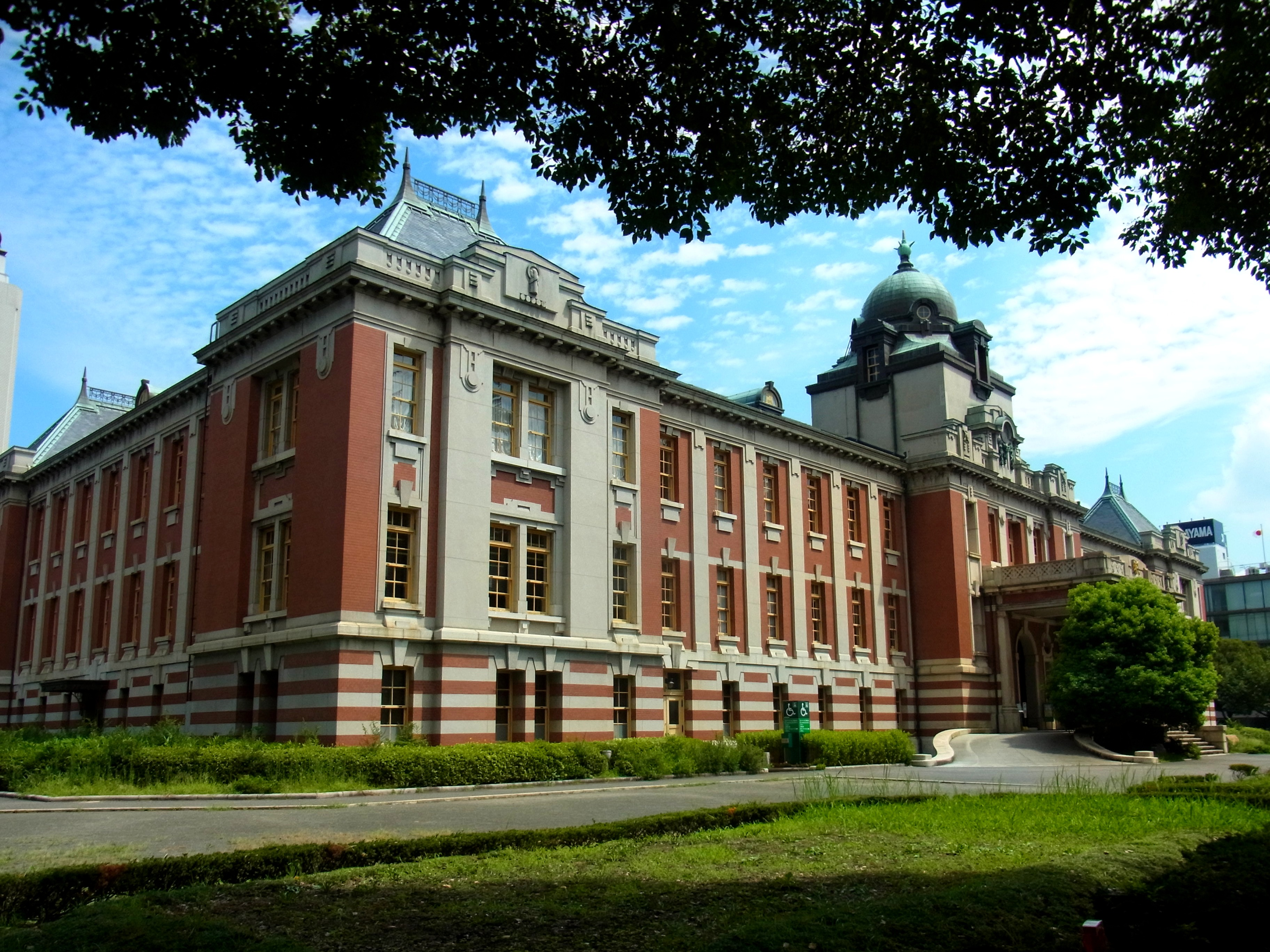
나고야시 시정자료관
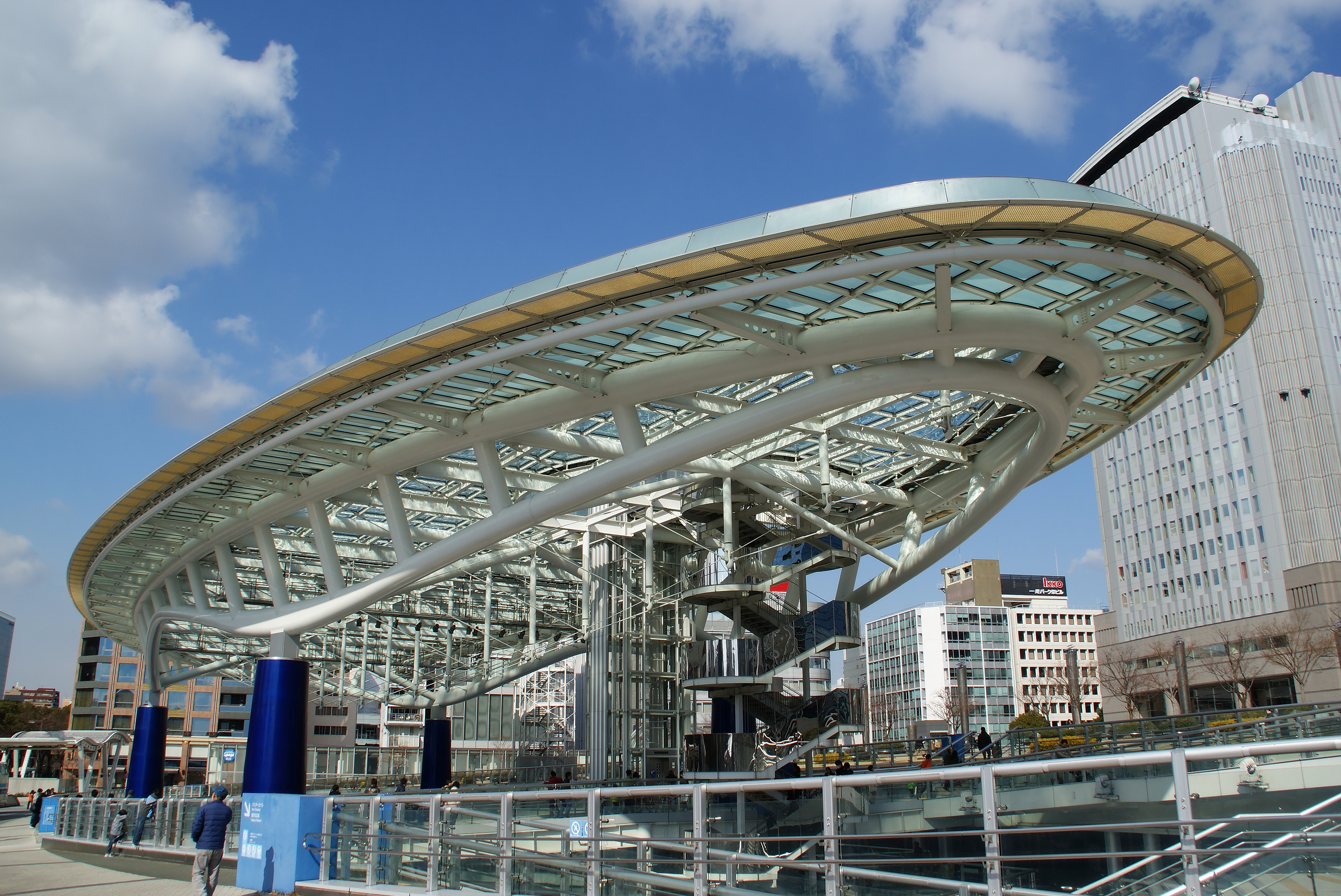
오아시스 21

## 향토 요리
도쿄나 오사카와는 다른 독자적인 가치관 속에서 지켜져 온 나고야메시는 이제 전국적인 트렌드로 성장했다.

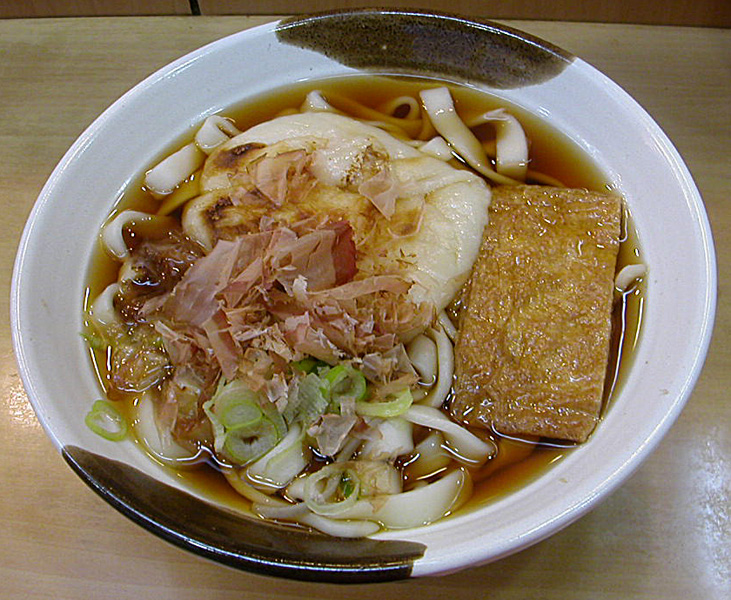
기시멘
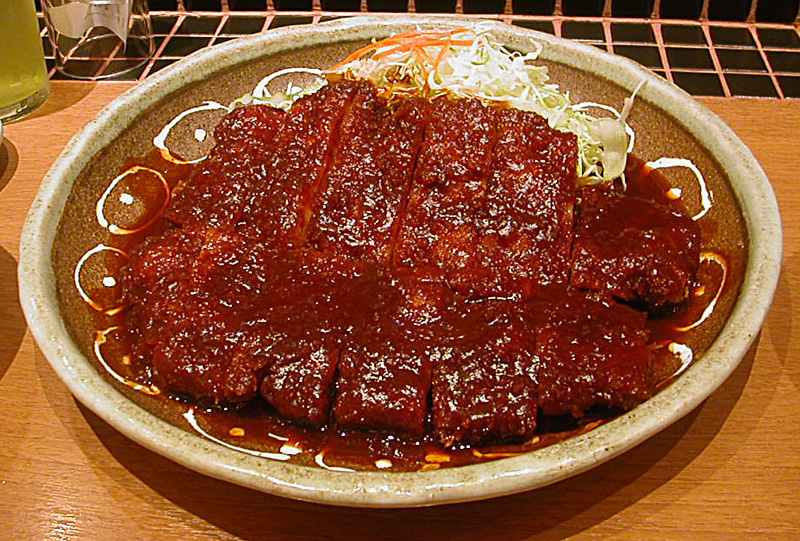
미소 카츠
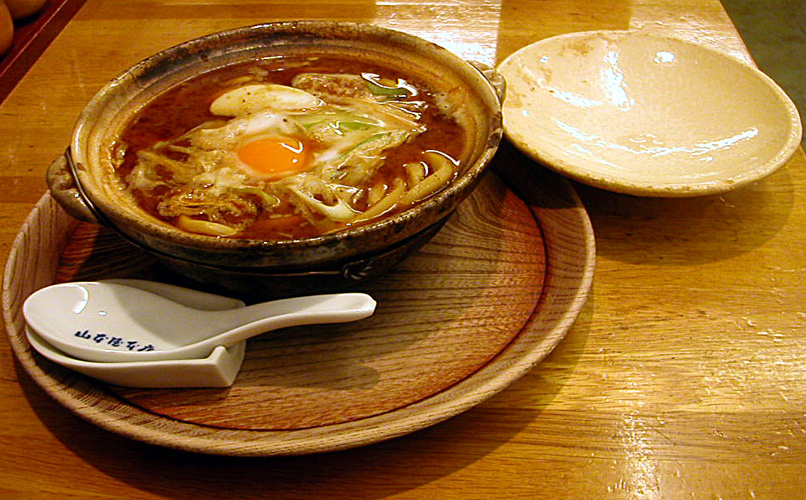
미소 니코미
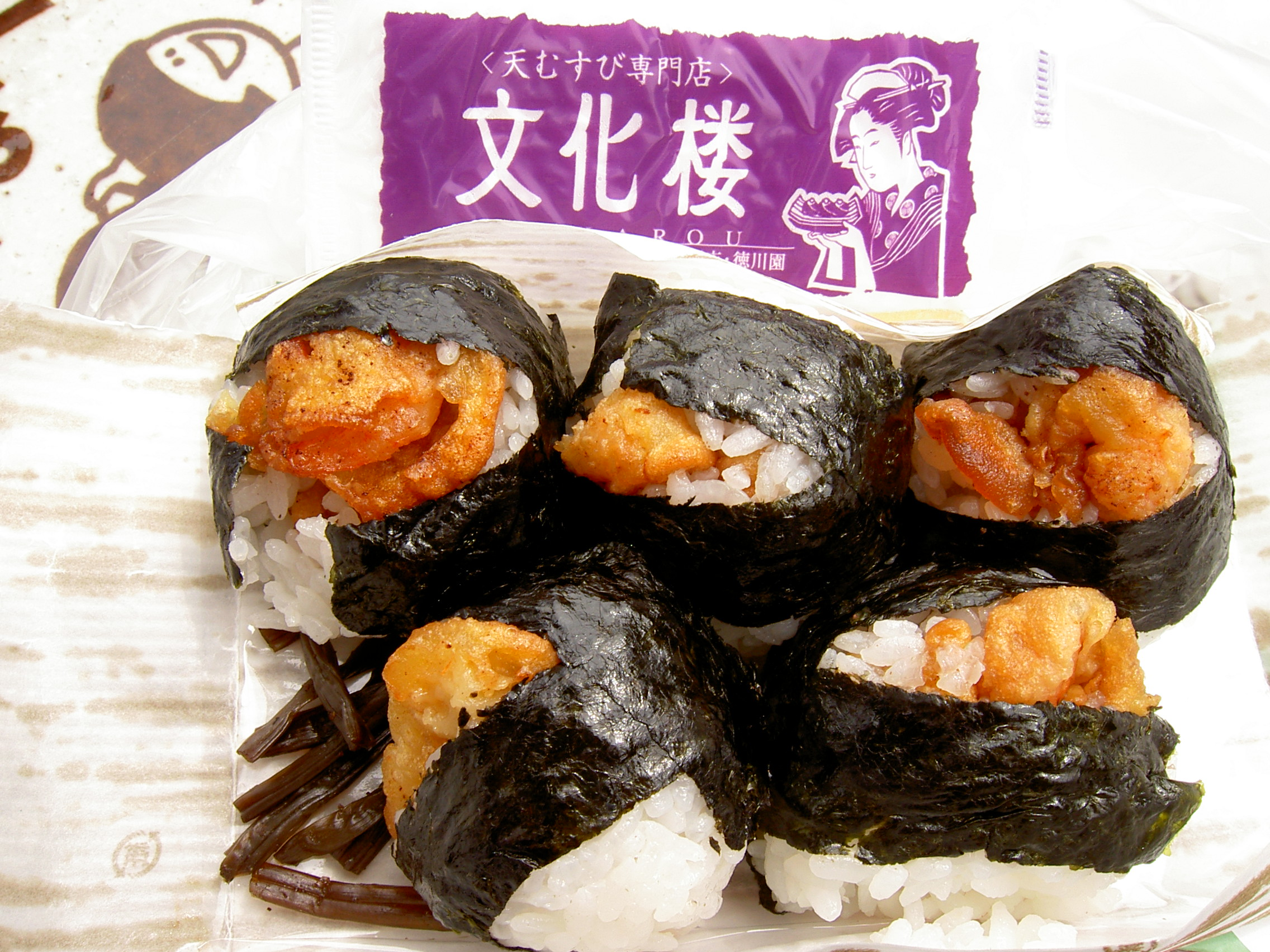
텐무스
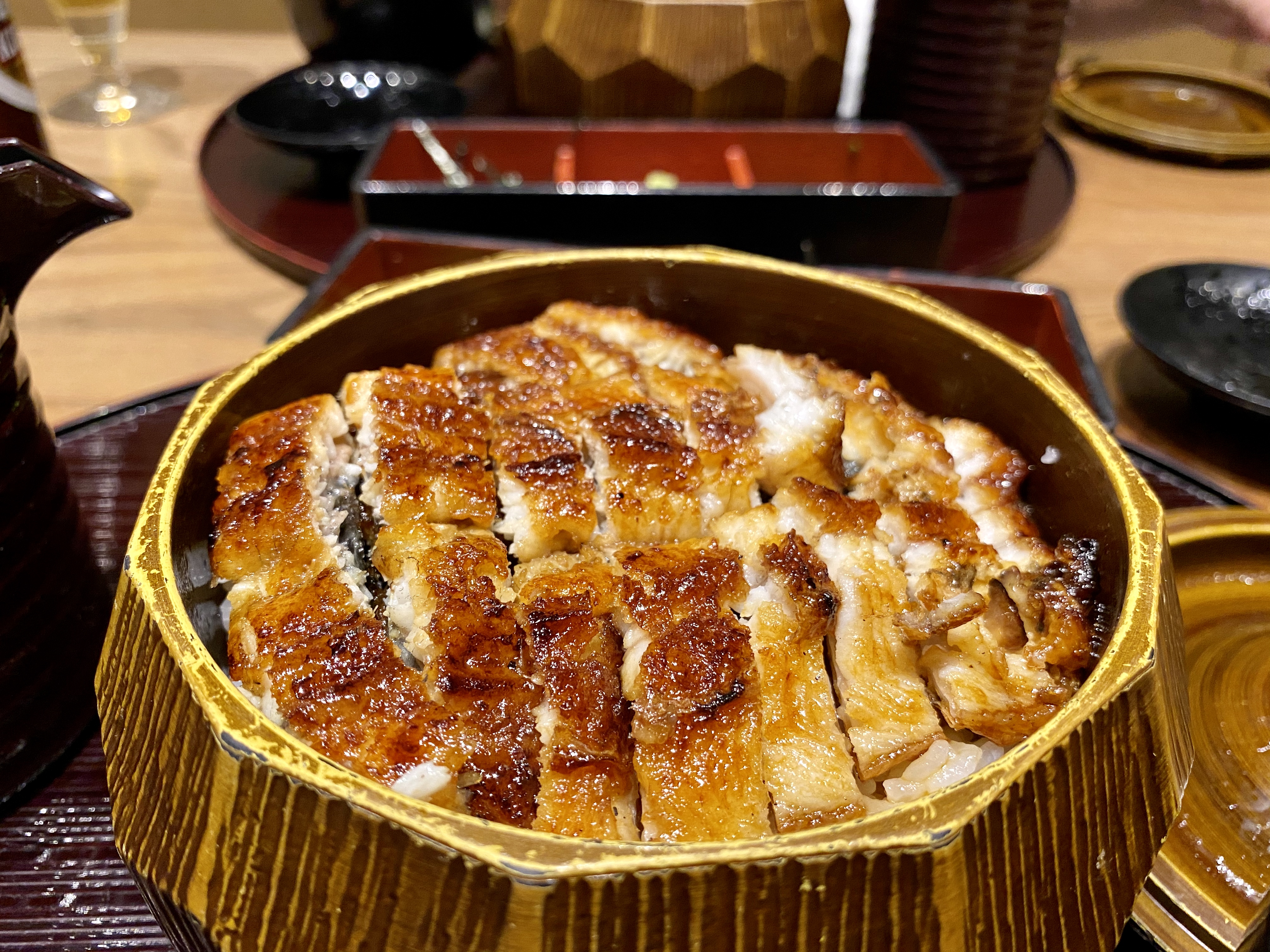
히츠마부시
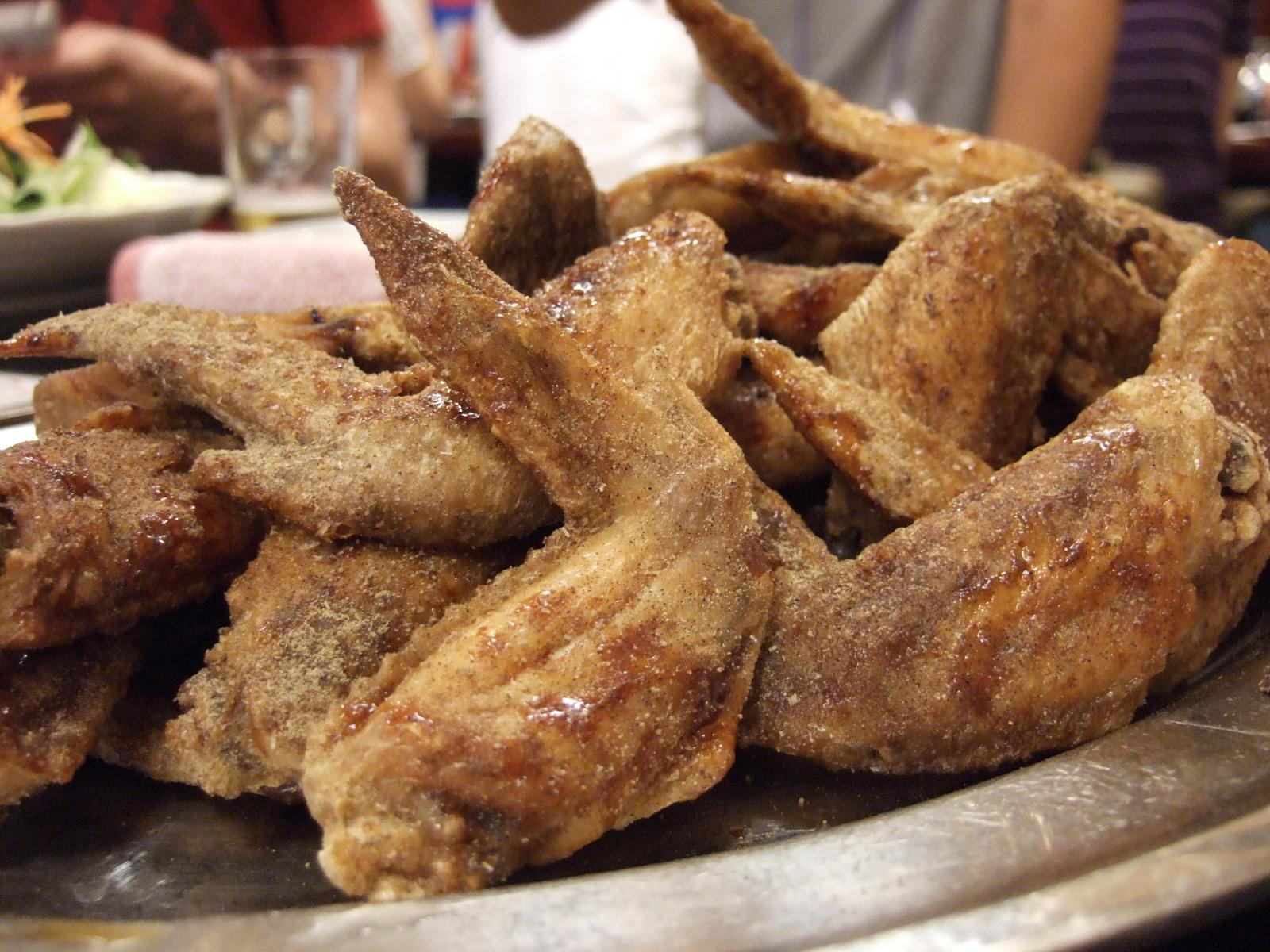
테바사키
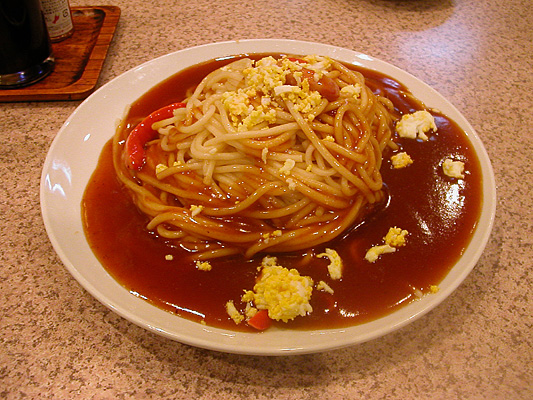
안카케 스파케티
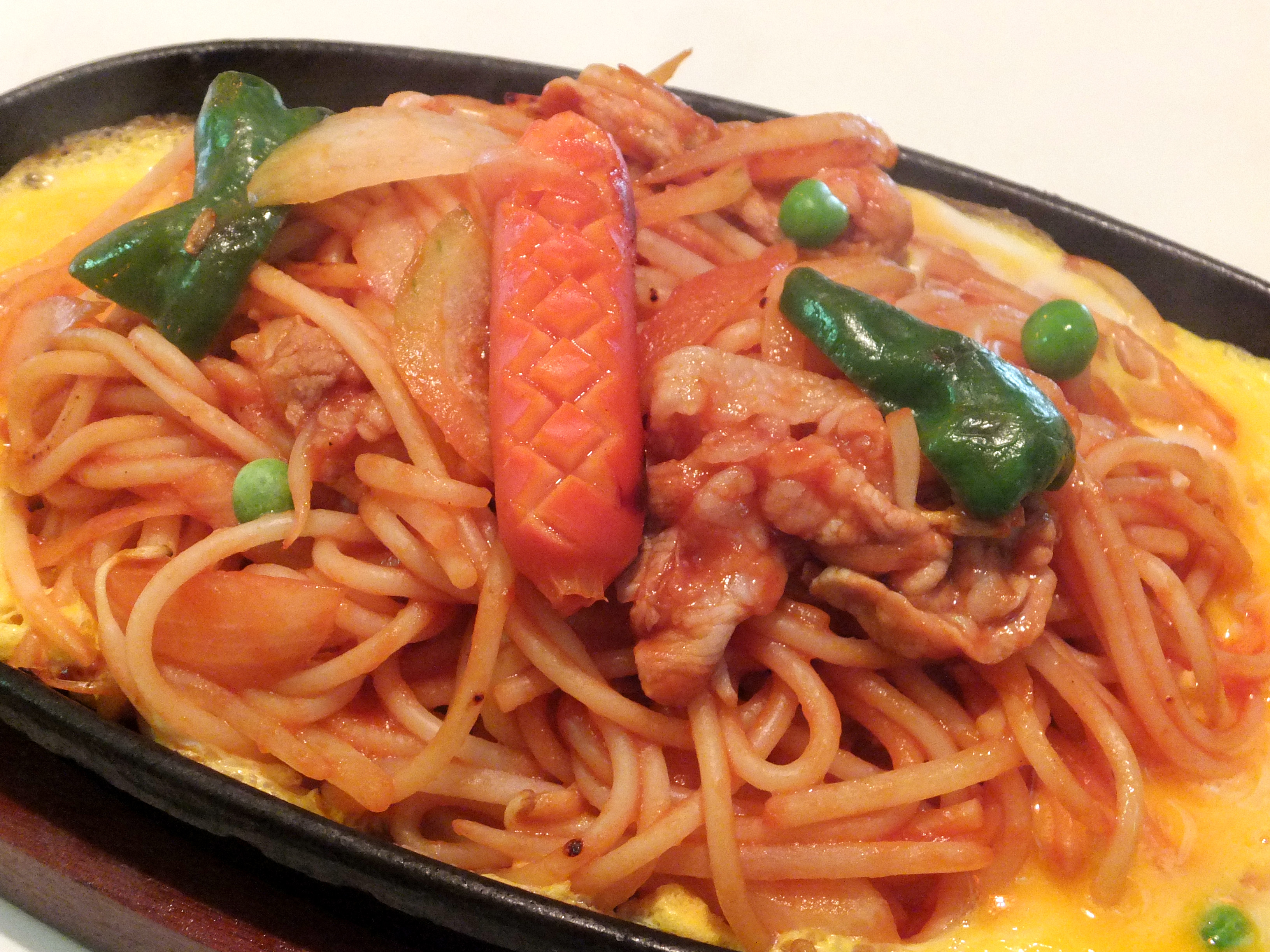
이탈리안 스파게티
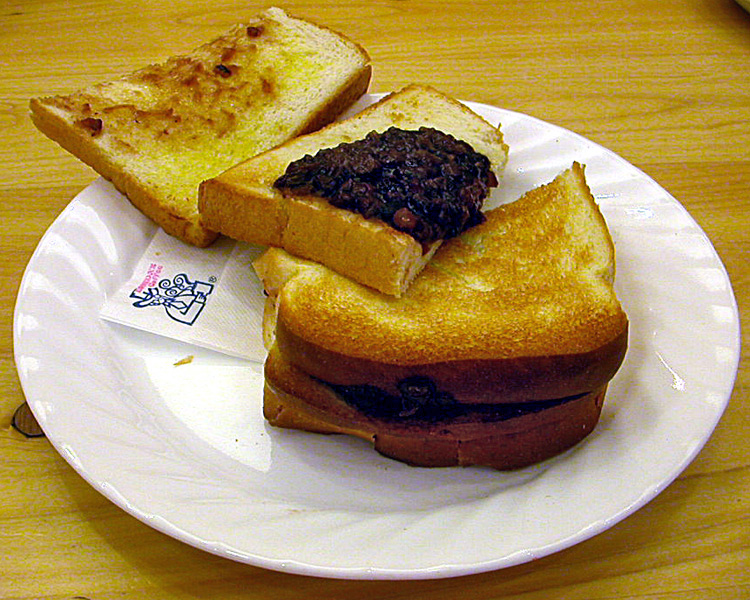
오구라 토스트
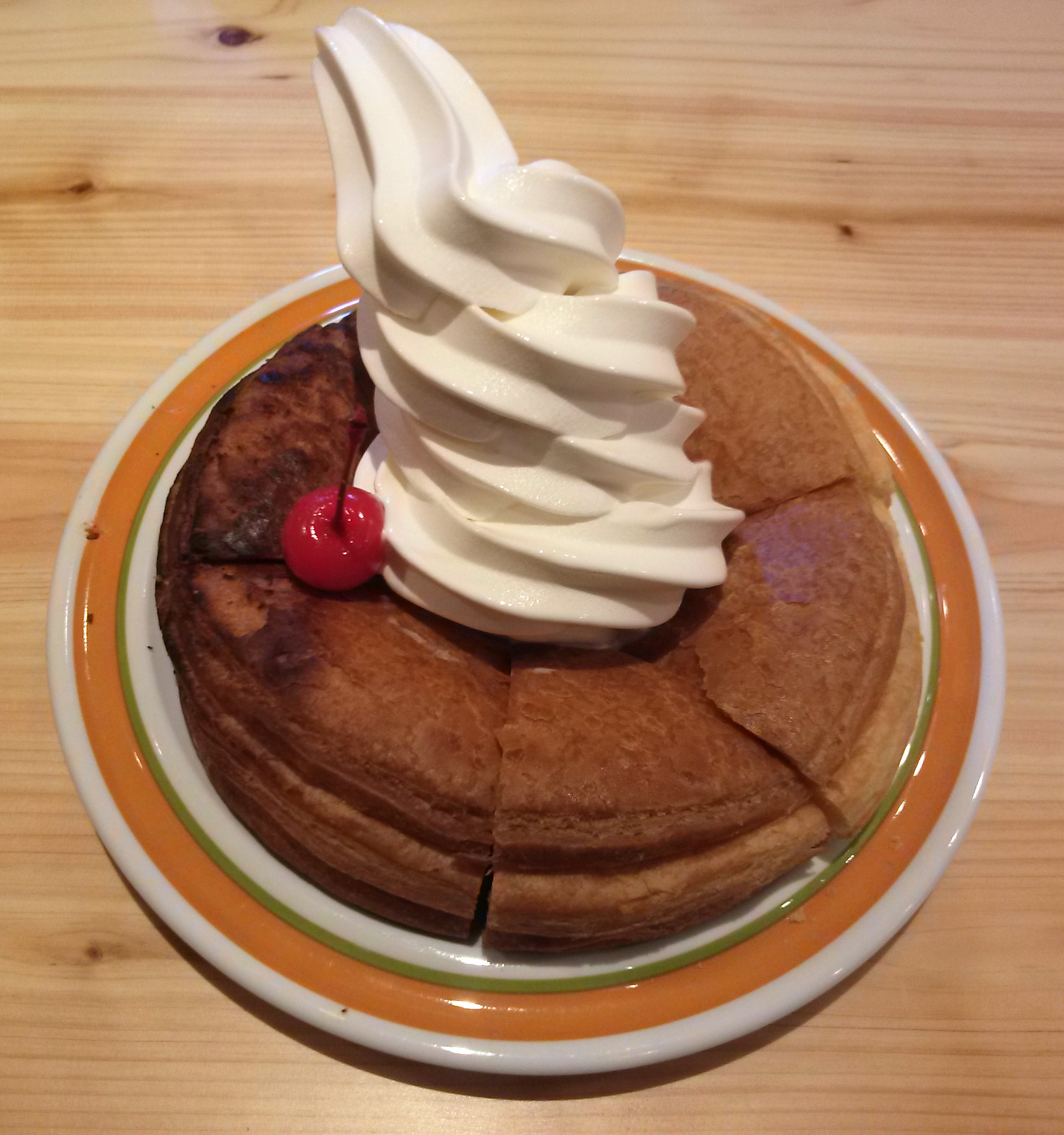
흰색 느와르
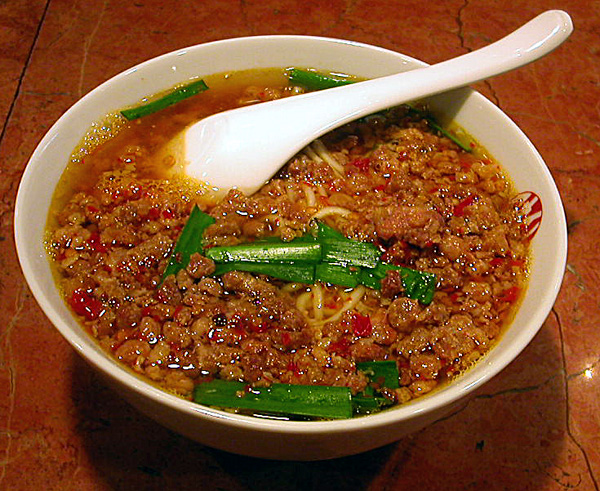
타이완라멘
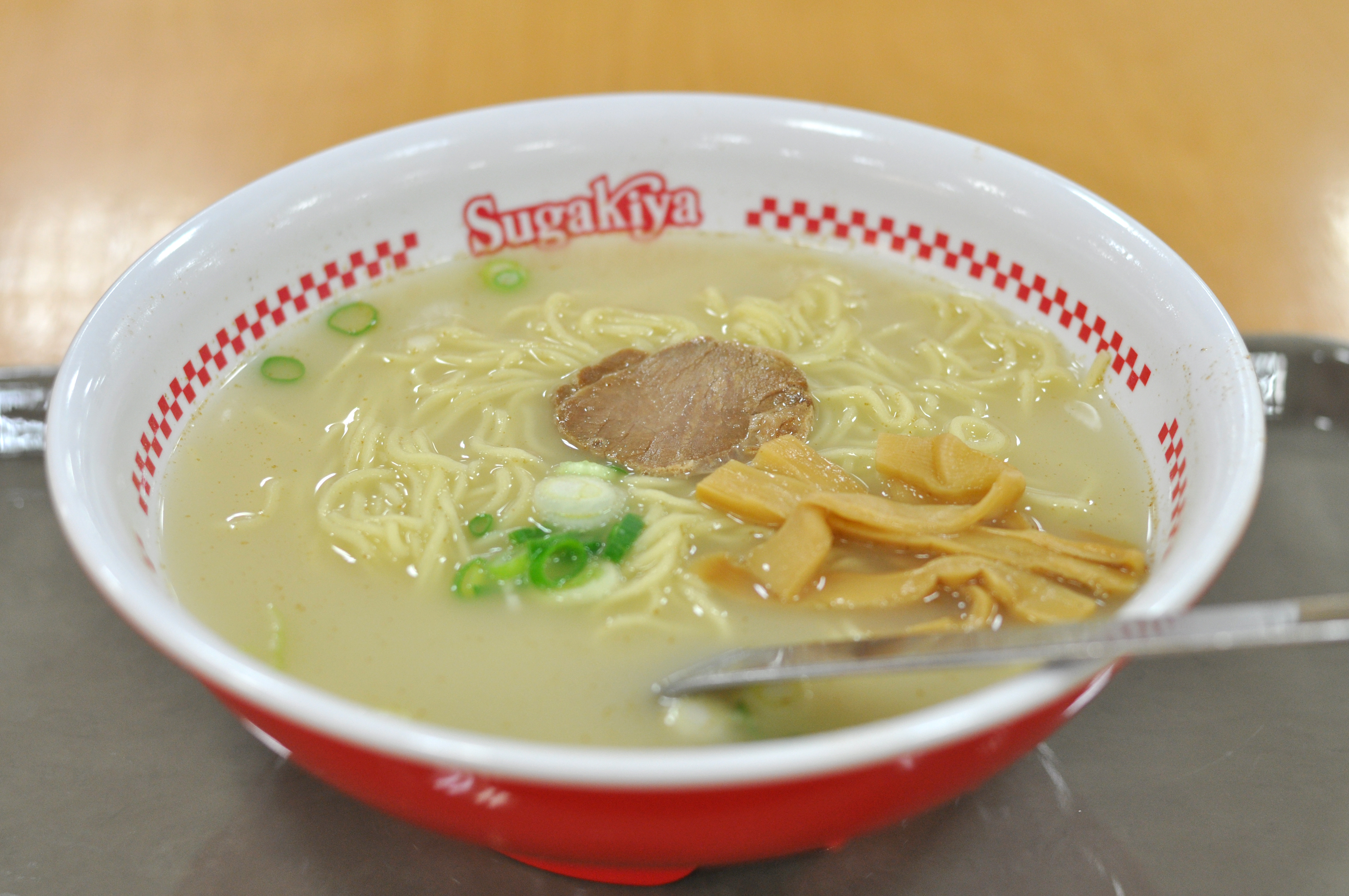
스가키야라멘
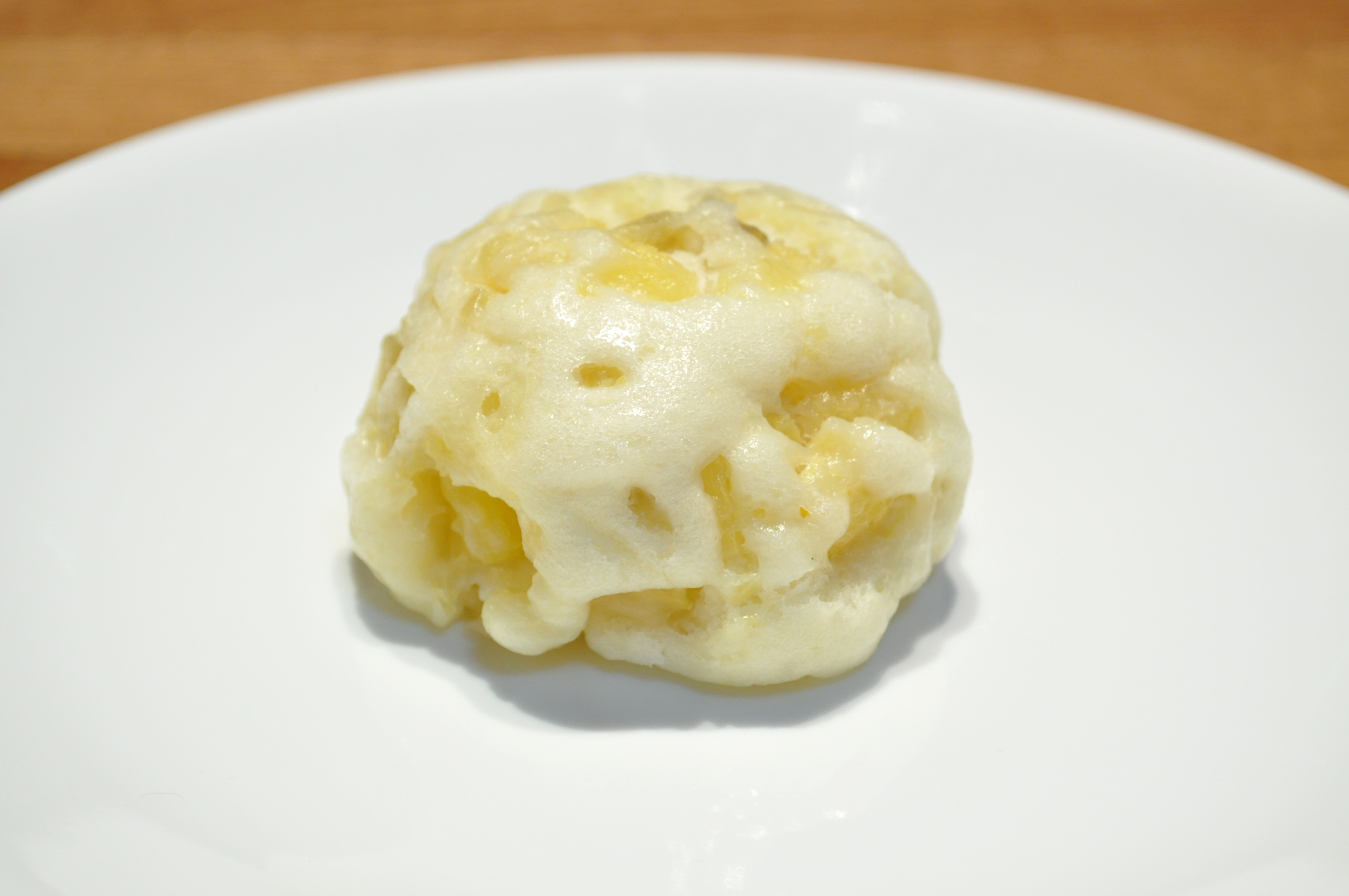
귀신 만두

## 자매 도시
- 미국 로스앤젤레스
- 멕시코 멕시코시티
- 오스트레일리아 시드니
- 이탈리아 토리노
- 프랑스 랭스
- 대한민국 곡성군
- 우즈베키스탄 타슈켄트

### 과거 자매 도시
- 중화인민공화국 난징시 (2012년 2월 21일에 가와무라 다카시 나고야시장의 난징 대학살 부정 발언에 대한 항의의 표시로 철회)

## 같이 보기
- 주쿄권